# Chemin de fer Lausanne-Échallens-Bercher
La compagnie du Chemin de fer Lausanne-Échallens-Bercher (LEB) est une compagnie de chemin de fer exploitant la ligne à voie étroite Lausanne − Bercher, située dans le canton de Vaud en Suisse, qui relie la ville de Lausanne à la commune de Bercher via Échallens. La gestion opérationnelle de la compagnie est assurée par les Transports publics de la région lausannoise (TL).

## Historique

### Concession du Lausanne – Échallens
Avant la création  de la ligne ferroviaire du Pied-du-Jura et du tronçon Lausanne – Yverdon-les-Bains vers  1855-1856, le district d'Échallens (actuellement district du Gros-de-Vaud) tire profit du transit d'Ouchy à Vaumarcus. À la suite de cela, la région se retrouve isolée.
Pour désenclaver cette région, il est alors décidé de relier le centre du Gros-de-Vaud à la ville de Lausanne. À cette époque Échallens compte 900 habitants et Lausanne 26 000 habitants. Les premiers projets voient le jour dès 1860, mais ce n'est en 1870, qu'est formé un comité d'initiative dans le but d'obtenir une concession.
À cette époque, un comptage du trafic permet de dénombrer que du 17 au 23 octobre 1871 il a circulé : « dans les deux directions réunies, une moyenne quotidienne de 266 piétons et de 212 véhicules traînés pour 265 marchandises et 432 personnes ». Avec, pour le dimanche, une circulation 8 fois plus forte que les autres jours.

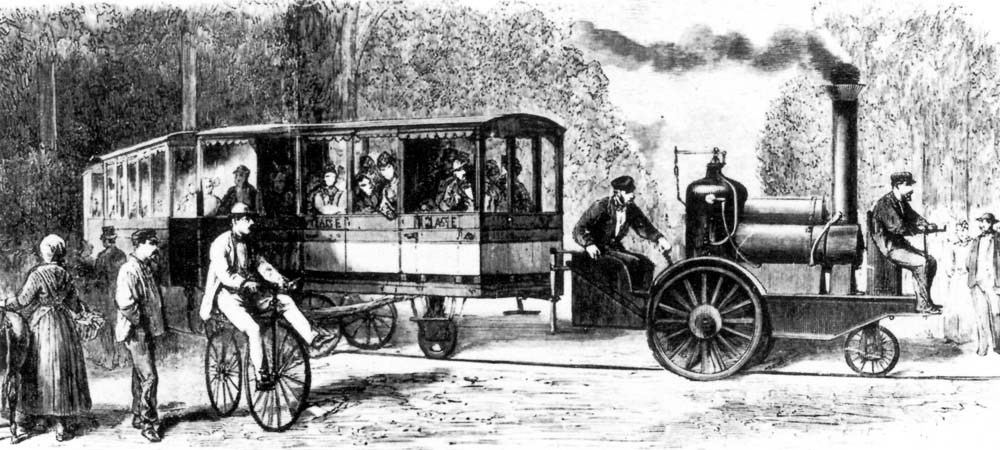
Monorail Larmanjat, Montfermeil 1868.

À la suite d'une étude de projet soutenue, une demande de concession est déposée en 1871. Afin de rester le plus économe possible, le comité d'initiative envisage la construction et l'exploitation d'un chemin de fer utilisant le système français Larmanjat (voir illustration).
Guidé par un rail unique noyé dans la chaussée, il n'entrave pas le trafic routier et peut même atteindre les dix-neuf kilomètres par heure en vitesse de pointe. Mais, au dire d'un ingénieur qui a vu circuler près de Paris le tramway du Raincy à Montfermeil, la locomotive abandonne fort souvent la voie pour courir à droite et à gauche, telle une brouette, surnom que l'on donne toujours au LEB du côté de Lausanne.
Trois séances de débat au Grand Conseil, peu enclin à utiliser le système de Jean Larmanjat, vont être nécessaires avant que ce dernier ne délivre, par décret, le 6 juin 1872 la concession. Néanmoins la nouvelle compagnie du Lausanne – Échallens (L-E), créée par le comité d'initiative, devra substituer au système Larmanjat un chemin de fer à deux rails et à voie étroite. Le L-E est donc le premier chemin de fer de Suisse à voie métrique.
L'Assemblée fédérale ratifie la concession cantonale par un arrêté le 20 juillet 1872 et dès l'automne de la même année, les travaux commencent. Les frais totaux de construction au 30 juin 1875 atteignent un montant de 1 134 479,24 CHF.

### Profil de la voie
La ligne fait une longueur totale de 14 217 m et la rampe la plus forte est de 40 ‰. Le rayon minimum des courbes en pleine voie est de 100 mètres. Le matériel provenant de la liquidation du Chemin de fer du Mont-Cenis, ancienne compagnie française exploitant une ligne dans les Alpes savoyardes et piémontaises. Le rail est déjà passablement usé et déformé, car constitué de fer mou et posé sans soins. De plus, il faut adapter l'écartement de 1,10 m vers un écartement métrique. Cela a provoqué des réparations importantes dès les premières années d'exploitation et entache le budget de la compagnie. Les difficultés financières de la compagnie sont quasi permanentes jusqu'à l'unification de la compagnie du L-E avec celle du Central-vaudois (C-V) en 1913.
Deux locomotives neuves sont achetées au prix de 19 500 CHF par machine.
La première course d'essai a eu lieu le 3 octobre 1873 entre Lausanne-Chauderon et la gare de Cheseaux. À 15h30, le train composé de deux élégants wagons, du matériel transformé du Mont-Cenis, attelés à une petite locomotive, le Talent, pavoisée et enguirlandée, fit le trajet en moins de trois quarts d'heure, y compris les arrêts, avec une vingtaine de personnes à l'intérieur. À son passage, le train ayant laissé de marbre les chevaux, les craintes ont été dissipées.
La première section Lausanne – Cheseaux est inaugurée le 4 novembre 1873. Lors des huit premiers mois d'exploitation, un sapeur, surnommé le nègre fédéral, doit marcher en avant-coureur, devant le train entre Lausanne-Chauderon et Montétan en criant à tue-tête : « Gare, voici le danger! ».
La seconde section Cheseaux – Échallens est inaugurée le 1er juin 1874. L'exploitation régulière est appliquée dès le lendemain et les omnibus entre Cheseaux-sur-Lausanne et Échallens sont supprimés. Le premier horaire prévoit trois paires de trains entre Lausanne-Chauderon et Cheseaux-sur-Lausanne. Le trajet est effectué en 30 minutes, arrêts compris. La tarification est de 10 centimes le kilomètre pour la première classe et 7 centimes le kilomètre pour la deuxième classe.
Le 20 septembre 1873, le conseil d'administration de la compagnie nomme les six premiers employés :
| Nom Prénom          | Fonction                                       | Salaire en CHF/an |
| L'Ecuyer Gustave    | Mécanicien                                     | 2 400             |
| Bobilier Marc       | Chauffeur                                      | 1 320             |
| Duchêne Louis       | Chef de train                                  | 1 800             |
| Pittet Louis        | Garde-frein                                    | 1 500             |
| Chevallaz Auguste   | Aiguilleur                                     | 1 200             |
| Ballenegger Charles | Ajusteur-mécanicien et chef de gare à Lausanne | 1 920             |

L'effectif croît jusqu'à atteindre 23 personnes en 1878.
D'autres faits marquants sont à relever. Le Tir fédéral à Lausanne du 16 au 24 juillet 1876 permet au L-E de transporter environ 13 400 voyageurs sur 180 trains, i.e. plus que les meilleurs mois de l'année.
La volonté, présente depuis le début de l'histoire du L-E, de relier le chemin de fer  au grand réseau est toujours présente. Les propositions de prolonger la ligne jusqu'au Flon ou de la relier au réseau du L-O (Lausanne-Ouchy) émergent régulièrement, mais notamment du fait de sa situation financière très fragile, rien n'est entrepris et il faudra attendre le 28 mai 2000 pour voir la ligne atteindre le Flon.
Parmi les employés de la compagnie, on compte Charles-Auguste Scheuchzer qui est chef d'atelier au L-E puis au LEB jusqu'en 1919, année où il se met à son compte. Il est l'inventeur de la désherbeuse, de la cribleuse et de la bourreuse.

### Concession du Central-vaudois

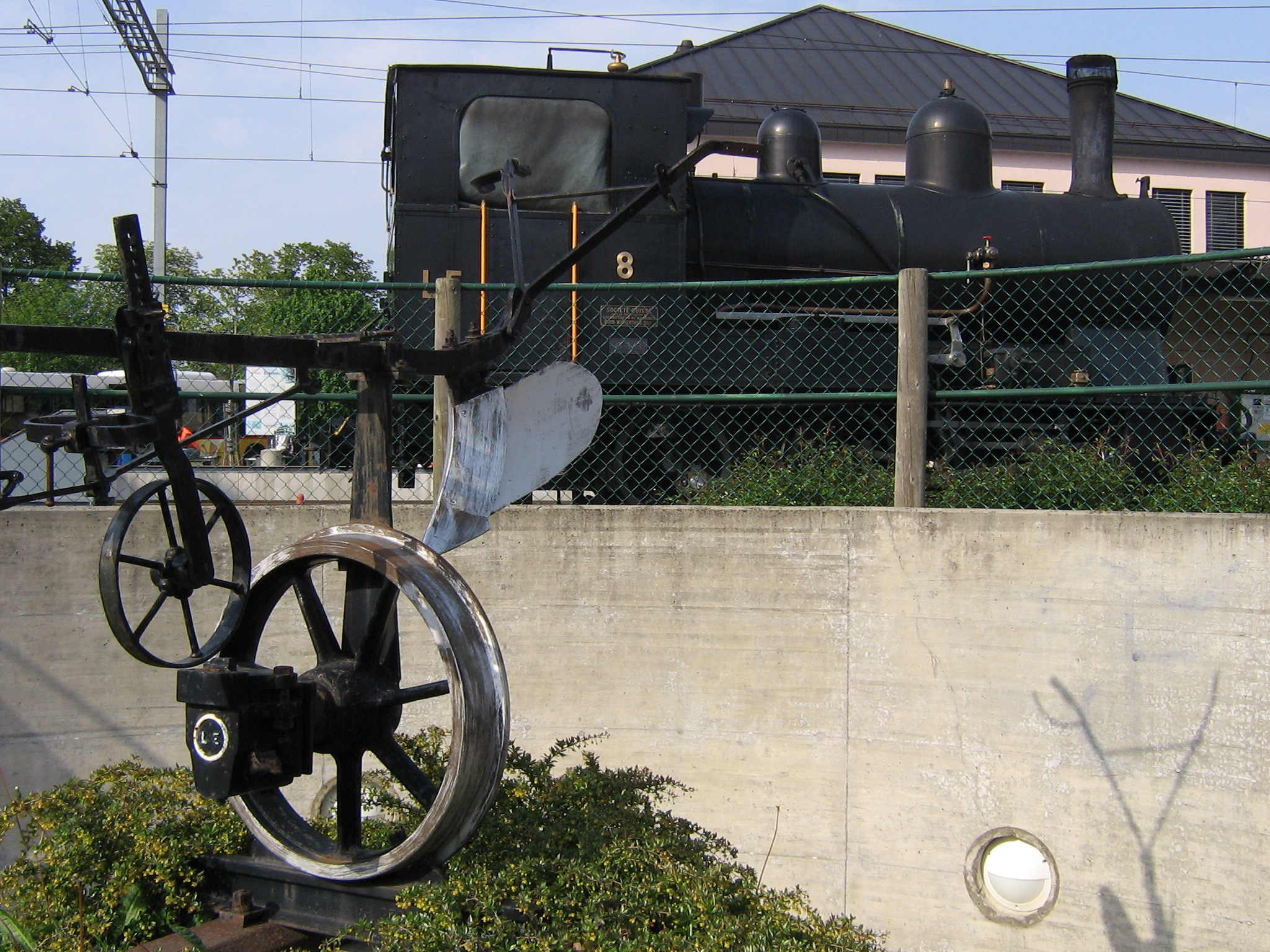
Au fond, locomotive à vapeur G 3/3 8 Échallens au dépôt d'Échallens. Au premier plan, sculpture faite à partir d'ancien matériel ferroviaire du LE.

Dès le mois de novembre 1872, avant même que la ligne du Lausanne – Échallens ne soit mise en exploitation, un comité chargé d'étudier des extensions à cette ligne  se forme.
Plusieurs tracés sont proposés. Un premier dit « rive droite de la Mentue » de 35 kilomètres passe par Villars, Sugnens, Poliez-le-Grand, Dommartin, Chapelle-sur-Moudon, Saint-Cierges, Thierrens et Combremont pour arriver à Cugy-Montet. Le tracé suivant est dit « rive gauche de la Mentue ». Il relie lui aussi Échallens à Cugy-Montet en passant par Sugnens, Fey, Bercher, Ogens, Prahins, Démoret, Champtauroz, Nuvilly et Franex. Un autre tracé partant d'Échallens pour rejoindre La Sarraz est prévu ainsi qu'un autre à destination de Moudon.
Le comité d'initiative alors formé le 24 novembre 1872 convoque une assemblée le 24 février 1878 pour débattre sur les deux tracés joignant Cugy-Montet, mais les choses ne vont pas bouger jusqu'en 1884 où le comité se réactive. Il est remplacé le 14 mai 1885 par un comité d'exécution.
Finalement, le 1er juillet 1886, les chambres fédérales octroient par arrêté une concession à une nouvelle compagnie, le Central-vaudois, pour le tronçon Échallens - Bercher. Cette décision est surtout été motivée par le trafic de marchandises lié à la condenserie Nestlé à Bercher et estimé à 10 000 tonnes par année.
De plus, la société Nestlé participe par une subvention importante sur le plan financier de l'entreprise. Il est néanmoins conclu que ce soit le L-E qui exploite la ligne du Central-vaudois. Ce dernier reversant une redevance de 3 000 CHF par kilomètre pour trois trains par jour circulant dans les deux sens, et de 3 600 CHF par kilomètre pour quatre trains par jour circulant dans les deux sens.
Les travaux, approuvés par le Département fédéral des chemins de fer et du commerce le 3 mai 1888 débutent le 7 mai de la même année. Après quelques ennuis avec l'ingénieur responsable des travaux et son remplacement, les travaux se terminèrent sans autres ennuis le 19 novembre 1889 et la ligne est inaugurée le 24 novembre de la même année.
Tout au long de son existence, la situation financière du Central-vaudois n'est jamais très bonne et les bénéfices de l'entreprise suffisent à peine à assurer le paiement des intérêts de la dette.
De 1889 à 1912, c'est principalement le trafic marchandise qui fait vivre la compagnie du Central-vaudois. La vitesse commerciale des convois est fixée à 17 km/h sur la section Lausanne-Chauderon – Échallens et à 19 km/h sur la section d'Échallens à Bercher.

### Unification et fondation du LEB
En proie à de lourdes difficultés financières, le Central-vaudois obtient du Conseil fédéral d'hypothéquer la ligne et contracte ensuite un emprunt de 100 000,00 CHF avec un taux d'intérêt de 4,5 % auprès de la Banque cantonale vaudoise. Le bénéfice de l'exploitation passe de 10 180,15 CHF à la fin de l'exercice 1890 à 4 677,10 CHF à la fin de l'exercice 1891, à la suite d'une réduction de l'activité de l'usine Nestlé à Bercher.

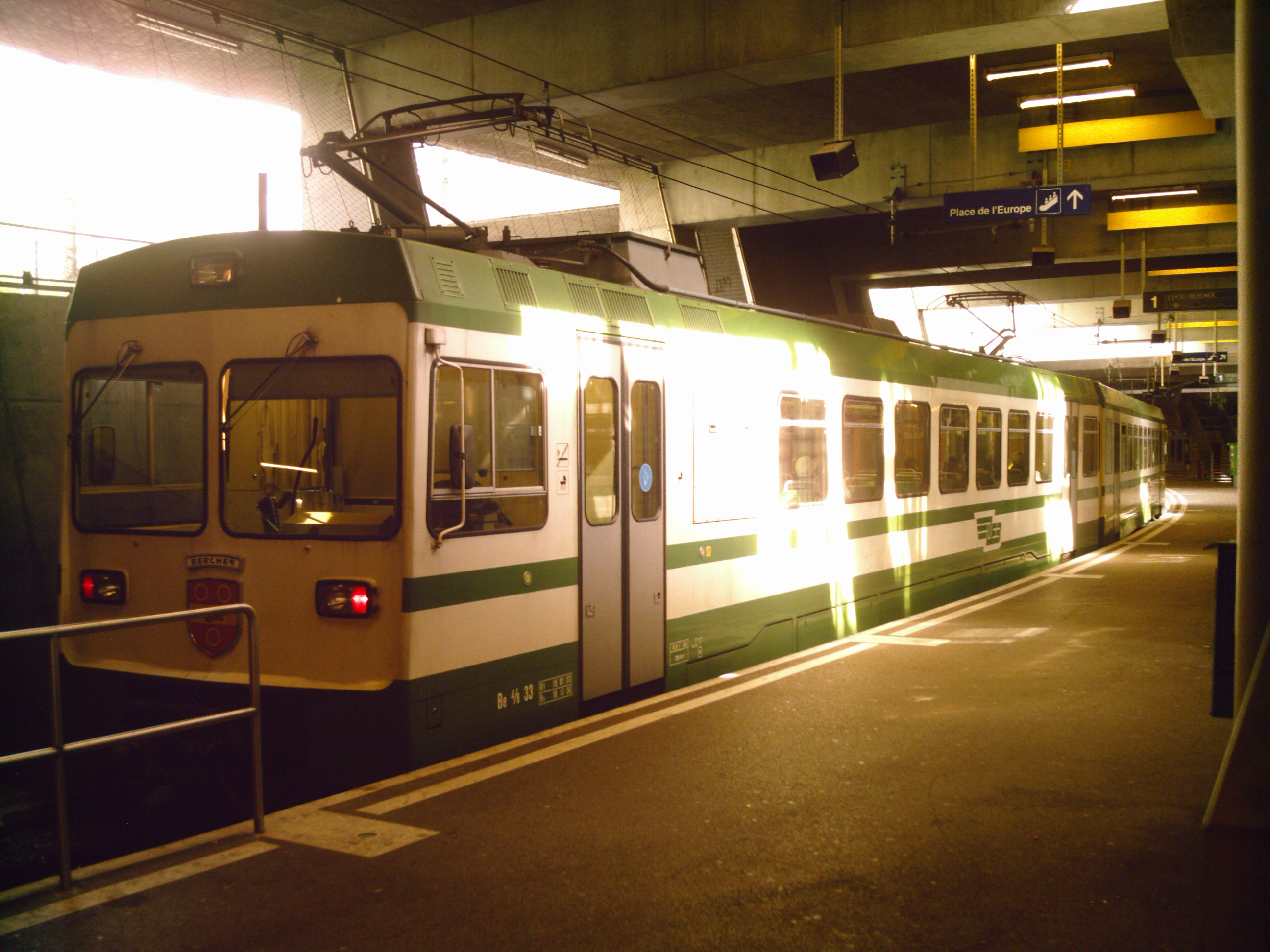
Une rame du LEB en 2010.

Pour le L-E la situation n'est pas vraiment meilleure et par manque de moyens, la compagnie n'arrive plus à entretenir correctement et réparer la ligne. En effet, lors d'une expertise commandée par le conseil d'administration du L-E, l'ingénieur Ryncki, directeur des chemins de fer veveysans dira :
- « que la voie de fer proprement dite est en très mauvais état et que beaucoup de rails devront être prochainement changés... »
En attendant, le L-E doit se résigner à réduire la vitesse de ses trains et utiliser les véhicules les plus légers.
Finalement, le Central-vaudois n'arrive plus à trouver les fonds nécessaires et se voit dans l'obligation de proposer à ses actionnaires la cession totale de l'entreprise au L-E.
Ainsi, à la suite de lourds sacrifices, dont l'abandon pur et simple du capital action du Central-vaudois ainsi que sa dette à la société Nestlé, une convention est ratifiée par une assemblée générale des deux compagnies le 5 octobre 1912. La fusion s'opère le 1er janvier 1913 et la compagnie du chemin de fer Lausanne-Échallens-Bercher (LEB) est de ce fait, créée.
C'est à cette date que la nouvelle compagnie reclasse tout son matériel destiné au transport de voyageurs. En effet, le LEB abandonne la 1re classe trop peu sollicitée. Il ne subsiste alors que les voitures de deuxième et troisième classe. Néanmoins jusqu'au 3 juin 1956, des voitures de première classes subsistent comme voitures de réserve. Un article du Conteur vaudois de 1928 raconte l'histoire d'un ancien officier français en 1905-1906 souhaitant voyager en 1re classe de Lausanne à Échallens. Une voiture lui est alors spécialement attelée en queue de train. Elle attire les regards à toutes les stations si bien qu'à Étagnières, le contrôleur explique au passager que la voiture n'avait pas resservi depuis l'inauguration de la ligne.
Le 3 juin 1956, la 3e classe est supprimée par les compagnies de chemin de fer européennes et par le LEB qui adapte alors la numérotation de ses voitures au système à deux classes. Ainsi, les voitures de 3e classe deviennent des voitures de 2e classe et celles de 2e deviennent 1re classe. Dès lors le LEB n'exploite plus que des véhicules de 2e classe actuelle, soit l'ancienne 3e classe.
Le samedi 14 juin 1913 a lieu la première assemblée générale ordinaire de la nouvelle compagnie du chemin de fer Lausanne-Échallens-Bercher. Elle réunit treize actionnaires. Plusieurs changements sont opérés au sein du conseil d'administration de la société. Ferdinand Virieux, alors président de la Banque cantonale vaudoise, est remplacé comme membre du conseil par le conseiller d'État Paul Étier. La présidence du conseil d'administration passe de Jules Roulet à Louis Aguet, notaire et député challensois. Élie Mermoud, alors chef d'exploitation depuis le 1er mai 1897 a renoncé à ses fonctions le 1er juillet 1912 pour des raisons de santé. Il est alors remplacé par l'ingénieur M. Jaques.
Peu après l'unification, la Première Guerre mondiale éclate. Elle n'a pas un gros impact sur le LEB car la région du Gros-de-Vaud est alors peu touristique et le trafic régulier y reste inchangé. De plus, la Suisse n'est pas engagée dans le conflit. Vers la fin de la guerre, le manque de matières premières force néanmoins la compagnie à limiter ses trains, principalement par manque de combustible.
La compagnie va s'agrandir et compte jusqu'à 55 employés en 1921 ; année qui va aussi marquer le début de la concurrence routière pour le trafic marchandises. Or, à cela s'ajoute la société Nestlé qui décide de cesser les activités de son usine à Bercher dès le 1er novembre 1921 et le LEB estime la perte annuelle à 100 000 CHF.
Toutefois, le trafic voyageurs s'améliore et la compagnie propose les premiers abonnements, sous forme de carte multicourses, offrant 5, 10 ou 15 voyages. Rien ne va plus vraiment changer jusqu'en 1930 où la vitesse des trains est augmentée à 40 km/h ce qui permet un gain de temps de six minutes sur le trajet Lausanne-Chauderon – Bercher. L'année 1935 est la dernière année à avoir un horaire conçu en fonction des trains à vapeur.
En 1965, la compagnie compte 79 collaborateurs, dont 63 pour le chemin de fer.

### Électrification
Dès le début des années 1920, le conseil d'administration du LEB prévoit d'étudier sérieusement l'électrification de la ligne à cause, notamment, de la gêne de la vapeur de plus en plus marquée sur la partie urbaine du trajet entre Lausanne et Prilly.
Une première solution hybride diesel-électrique est proposée, mais revenant trop cher pour la compagnie, elle est abandonnée au profit de l'électrification seule, car une loi fédérale du 2 octobre 1919 prévoit de subventionner les compagnies souhaitant électrifier leurs réseaux ferroviaires. C'est ainsi que le 30 juin 1933 un projet complet est déposé au Département fédéral des Postes et Chemins de fer en vue d'obtenir une subvention. Les coûts des travaux sont estimés à 1 200 000 CHF. Le conseil fédéral donnera finalement son aval le 5 février 1935 et tous les contrats seront finalisés le 11 février de la même année.

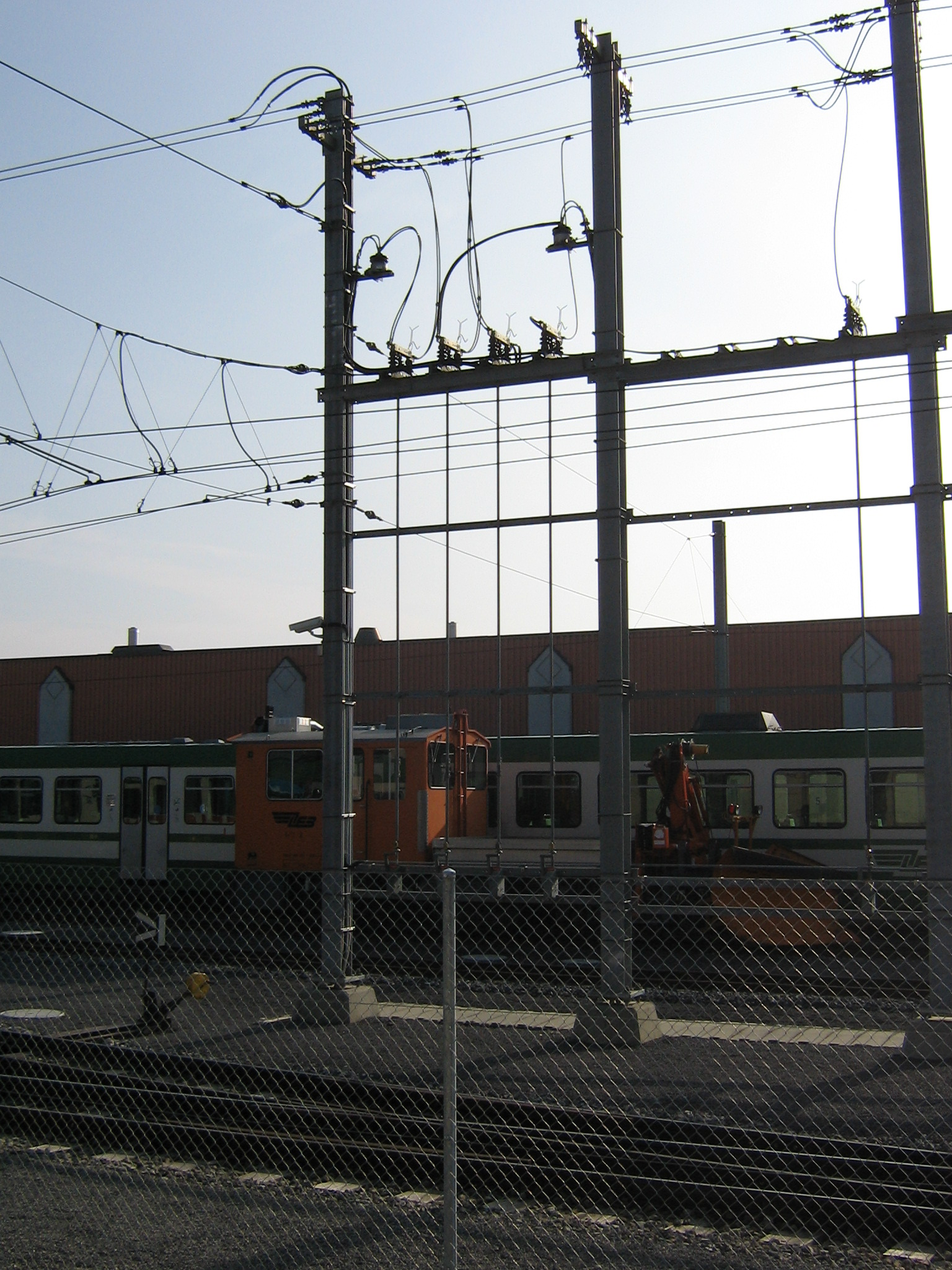
Sectionneurs de ligne en gare d'Échallens.

Le système est alimenté par une tension de 1 500 V à courant continu sur l'ensemble de la ligne sauf sur le tracé entre Lausanne-Chauderon et Montétan, partagé avec les Tramways Lausannois où la tension est de 650 V continu. Les éléments semiconducteurs n'existant pas encore dans les années 1930, c'est la société Brown Boveri et Cie qui fournira deux redresseurs à vapeur de mercure, d'une puissance de 350 kW chacun, pour fournir du courant continu à partir du réseau de distribution alternatif. Quant aux automotrices, leur construction est assurée par la société des Ateliers du Sécheron et la fabrique suisse de wagons de Schlieren.
La première automotrice roule dès le 7 décembre 1935. Le 1er janvier 1936, les voyageurs du LEB découvrent un train rajeuni et à même d'assurer un service de qualité. Le 6 février 1936, la livraison de l'automotrice CFe 4/4 23 et la CFe 4/4 24 le 27 mars viennent compléter le parc de véhicules électriques. Désormais les locomotives à vapeur n'ont plus qu'un rôle de tracteur pour les manœuvres au dépôt. La qualité du service voyageurs ne va cesser de s'améliorer et la vitesse maximale est portée à 60 km/h là où la ligne le permet. Les rails de 30 kg/m sont remplacés par des rails plus solides de 50 kg/m.
L'éclatement du second conflit mondial va imposer au LEB un horaire de guerre en limitant à 5 paires de trains journaliers du 2 septembre au 6 octobre 1939. Toutefois, cette période va aussi marquer un fort essor du train avec une forte augmentation du trafic voyageurs et marchandises dû à la réquisition des véhicules routiers par l'armée.
De nouvelles haltes sont créées à la suite de l'électrification : Union-Prilly et Cery − Fleur-de-Lys en 1935, Vernand-Camarès en 1936, Sur Roche en 1946, Le Lussex en 1964 et Grésaley en 1977.
La ligne n'allant toujours pas jusqu'au quartier du Flon, le LEB transporte ses marchandises à la gare de Lausanne-Sébeillon en empruntant la voie des tramways sur l'avenue de Morges. Cependant, en 1964, les TL abandonnent complètement le transport par tramways, ayant remplacé ces derniers par des trolleybus et le LEB reprend à sa charge la concession pour la ligne Lausanne-Chauderon − Lausanne-Sébeillon.
Toutefois, à la suite de nombreux accidents de la route, et la forte diminution du trafic de marchandises, le LEB abandonne le transport de marchandises par train et ne se consacre plus qu'exclusivement au transport de voyageurs par voie ferrée. Dès le 1er mai 1970, le LEB cesse tout transport de marchandises, à l'exception du courrier postal qu'il continue de transporter jusq'au 1er juin 1971. Pour les marchandises, le LEB a créé un service de camionnage de détail et achemine désormais ses marchandises à la gare de Cossonay pour ne plus avoir à passer par Lausanne.
N'ayant plus à partager la ligne avec les tramways, l'électrification de la ligne entre Lausanne-Chauderon et Montétan est augmentée à 1 500 V et ainsi il est désormais possible d'exploiter les machines à pleine puissance sur tout le tracé. En 1967, on installe une sous-station à la halte de Vernand-Camarès et on modernise celle de la gare d'Échallens en 1969. La puissance continue atteint 1,1 MW.

### Époque moderne
En 1966, deux nouvelles automotrices Be 4/4 26 et 27 viennent renforcer le parc des anciennes CFe 4/4 21 à 25. Ces dernières changent de classe en 1956. Elles passent de la 3e classe à la 2e classe et deviennent les BFe 4/4 21 à 25, puis BDe 4/4 21 à 25 en 1964.
La BDe 4/4 21 est entièrement refaite et baptisée Ropraz, de même pour la BDe 4/4 25 qui est adaptée en voiture restaurant Are 4/4 25 en 1995. Le LEB abandonnera les trois autres. La BDe 4/4 22 est vendue au chemin de fer NStCM qui l'exploite sous la dénomination BDe 4/4 221. L'automotrice BDe 4/4 23 est mise hors service en 1990 à la suite d'un accident et démolie en 1995. Quant à l'automotrice BDe 4/4 24, elle est mise hors service en 1972 et démolie en 1973.
De 1966 à 1972, l'exploitation du funiculaire reliant Cossonay-Gare à Cossonay-Ville est gérée par le LEB. Ce funiculaire est actuellement géré par la société MBC.
Le 7 septembre 1973, on fête en grande pompe le centenaire du LEB et les autorités y sont conviées. La locomotive no 8 est remise en circulation et le Père Gallay d'Échallens joue le rôle du nègre fédéral entre Lausanne-Chauderon et Montétan. Dès 1978, on fait à nouveau circuler des trains à vapeur à des fins touristiques et de loisirs. Un parc de voitures historiques est alors constitué.
Néanmoins, le matériel roulant a vieilli et n'est plus adapté à la demande. Le LEB étant devenu une sorte de train de banlieue (train-tram), les automotrices de 1935 souffrent de leur âge avancé. Ainsi le 1er novembre 1985  on met en service trois nouvelles automotrices Be 4/8 baptisées Lausanne, Échallens, et Bercher.
Trois automotrices similaires viendront compléter le parc en 1991 : Prilly, Romanel, et Cheseaux. L'automotrice Be 4/4 27 Étagnières de 1966 continue d'assurer un renfort pour les heures chargées.
Le 28 mai 1995, à 5 h 37 du matin, pour la première fois un train entre dans la nouvelle gare souterraine de Lausanne-Chauderon. L'inauguration officielle aura lieu le 28 juin. L'ancienne gare, construite en 1873 à titre provisoire, est détruite et le terrain remis à la commune de Lausanne.
Les autres gares, celles de Romanel-sur-Lausanne et Cheseaux, sont rénovées. En 1998, on inaugure la nouvelle gare d'Échallens. En 1999, Le passage à niveau de Cheseaux est supprimé et un pont est construit par-dessus la Mèbre. Il en va de même aux Ripes où une nouvelle halte est inaugurée le 31 mai 1999, un pont passant par-dessus la route menant à Morrens.
Dans le cadre du projet Rail 2000, le LEB obtient des subventions et ainsi, le 28 mai 2000, le trajet atteint Lausanne-Flon. Le 20 avril 2001 la nouvelle voie de Cheseaux est mise en service. La nouvelle gare est inaugurée le 20 juin 2002.
En mai 2001, le syndic d'Échallens, Yvan Nicollier, alors vice-président, est nommé président du conseil d'administration et succède ainsi à Claude Perey décédé un an plus tôt.
À la fin des années 2000, le LEB annonce le remplacement des automotrices par de nouvelles rames de type RBe 4/8 plus adaptées pour les personnes handicapées et permettant, grâce à de portes plus larges notamment, de mieux stabiliser l'horaire. Elles sont un premier pas vers un horaire au quart d'heure entre Lausanne-Flon et Cheseaux.
L'État propose une subvention dans le cadre d'un crédit de 9 370 milliers de francs suisses dont 4 104 milliers de francs suisses par la Confédération et 5 266 milliers de francs suisses par le Canton de Vaud,. Ce budget sert notamment à financer la construction des nouvelles rames ainsi qu'à améliorer les infrastructures de la ligne.
La première rame, construite par les ateliers Stadler est livrée le 14 janvier 2010 vers 9 h 15 du matin. La date avait été tenue secrète pour éviter les foules. Ainsi, après plusieurs courses d'essais dans le but d'homologuer complètement les nouvelles rames, la première mise en service public d'une des nouvelles rames RBe 4/8 a eu lieu le 17 mai 2010 avec le train direct de 6h39 au départ d'Échallens pour Lausanne-Flon.
Du 12 au 24 juillet 2010, la circulation ferroviaire est interrompue entre les stations de Bel-Air et Romanel pour cause de travaux. Le tronçon de voie entre Romanel et Vernand-Camarès est changé.
Du 18 juillet au 19 août 2011, la circulation ferroviaire est interrompue entre les stations de Bel-Air et Montétan pour cause de travaux. Ces derniers s'inscrivent dans le cadre d'amélioration du tronçon entre Lausanne-Flon et Cheseaux. La gare de Romanel-sur-Lausanne subit une réfection.
Les voies ainsi que la ligne de contact sont changées. Le tracé de la voie, légèrement modifié permet désormais de franchir les courbes d'accès à la gare avec une vitesse de 60 km/h au lieu de 25 km/h comme alors.
À la fin du mois de janvier 2013, 49 des employés de la compagnie sont syndiqués. Avec 10 retraités, ils forment une section de 59 membres au sein du Syndicat du personnel des transports SEV.
Le 5 décembre 2013, la gestion opérationnelle du service voyageurs ferroviaire et du service marchandise routier est reprise par les TL. Ce changement se produit avec la mise au départ à la retraite anticipée du directeur de la compagnie Ulysse Gachet. Ce dernier livre avoir subi « une mise à l'écart très brutale mais correcte ». Une suite de différentes mesures s'ensuit. En 2014, l'ensemble des collaborateurs du LEB sont repris par les TL, y compris pour le service routier marchandises, bien qu'ils conservent leur convention collective de travail (CCT) propres. En effet, en 2014, un mécanicien de locomotives du LEB travaille 41 h par semaine et dispose de 5 semaines de vacances par année et 63 jours fériés et de repos. Aux TL, un chauffeur travaille 1 heure de moins par semaine mais ne dispose que de 4,5 semaines de vacances par année et 62 jours de repos et fériés. Un autre avantage pour les employés au LEB : la compagnie leur offre un soutien de 230 CHF/mois à l'assurance maladie, ce qui n'existe pas aux TL. Le changement est très émotionnel, l'attachement identitaire des employés du LEB à leur compagnie étant fort. Les CCT sont donc renégociées de manière à n'en avoir plus qu'une seule au début de l'année 2015. Les syndicats essuient plusieurs refus de la part de la direction des TL et l'objectif n'est pas atteint. Les négociations se poursuivent durant l'année 2015. Elles aboutissent à la fin du mois de juin, début du mois de juillet 2015 et sont annoncées pour une entrée en vigueur au 1er janvier 2016. Entre-temps, depuis le 7 juillet 2015, le personnel porte l'uniforme TL au détriment de celui du LEB. Cette série de changements provoque le départ d'une dizaine d'employés de la compagnie qu'elle remplace par du personnel temporaire.
En novembre 2016, le directeur Daniel Leuba annonce son départ des TL pour les Chemins de fer fédéraux où il va gérer un projet international. Marielle Desbiolles est alors nommée pour le remplacer. Elle prend ses fonctions au 1er mars 2017. Le poste de directeur de la compagnie du chemin de fer Lausanne-Échallens-Bercher et s'intitule désormais : « Délégué de la direction TL au LEB et responsable du Trafic régional voyageurs». Elle s'occupera en outre de mieux intégrer le LEB dans l'intermodalité avec les bus TL. Ingénieure EPFL, Marielle Desbiolles commence sa carrière aux TL en 2000 et intègre la direction de la compagnie en 2013 avant de rejoindre l'unité LEB en 2017.
Le LEB annonce en mars 2018 la fin de son service routier de marchandises au 30 avril suivant, la compagnie expliquant ce choix par la forte concurrence dans ce secteur d'activités, la compagnie a en outre perdu un client important fin 2017, et la volonté de se recentrer sur son cœur de métier. La fin de l'activité affecte quatre salariés ; la flotte de camions sera revendue à un transporteur de Bussigny.

## Horaire

Horaire du LEB valide au 1er juin 1894.

Les horaires sont cadencés à la demi-heure jusqu'à Bercher, sauf pour quelques exceptions d'Échallens à Bercher où les horaires sont cadencés à l'heure. À cela s'ajoutent huit trains directs, cinq au départ de Lausanne-Flon, dont deux jusqu'à Échallens et trois jusqu'à Bercher, trois au départ de la gare de Bercher vers Lausanne-Flon ; ainsi que deux trains de renfort aux heures de pointes le matin au départ d'Échallens jusqu'à Lausanne-Flon.
De plus, dès 1994, des rames circulent aussi les nuits du vendredi au samedi et du samedi au dimanche ainsi qu'après les jours de fête tel que Nouvel-an par exemple.

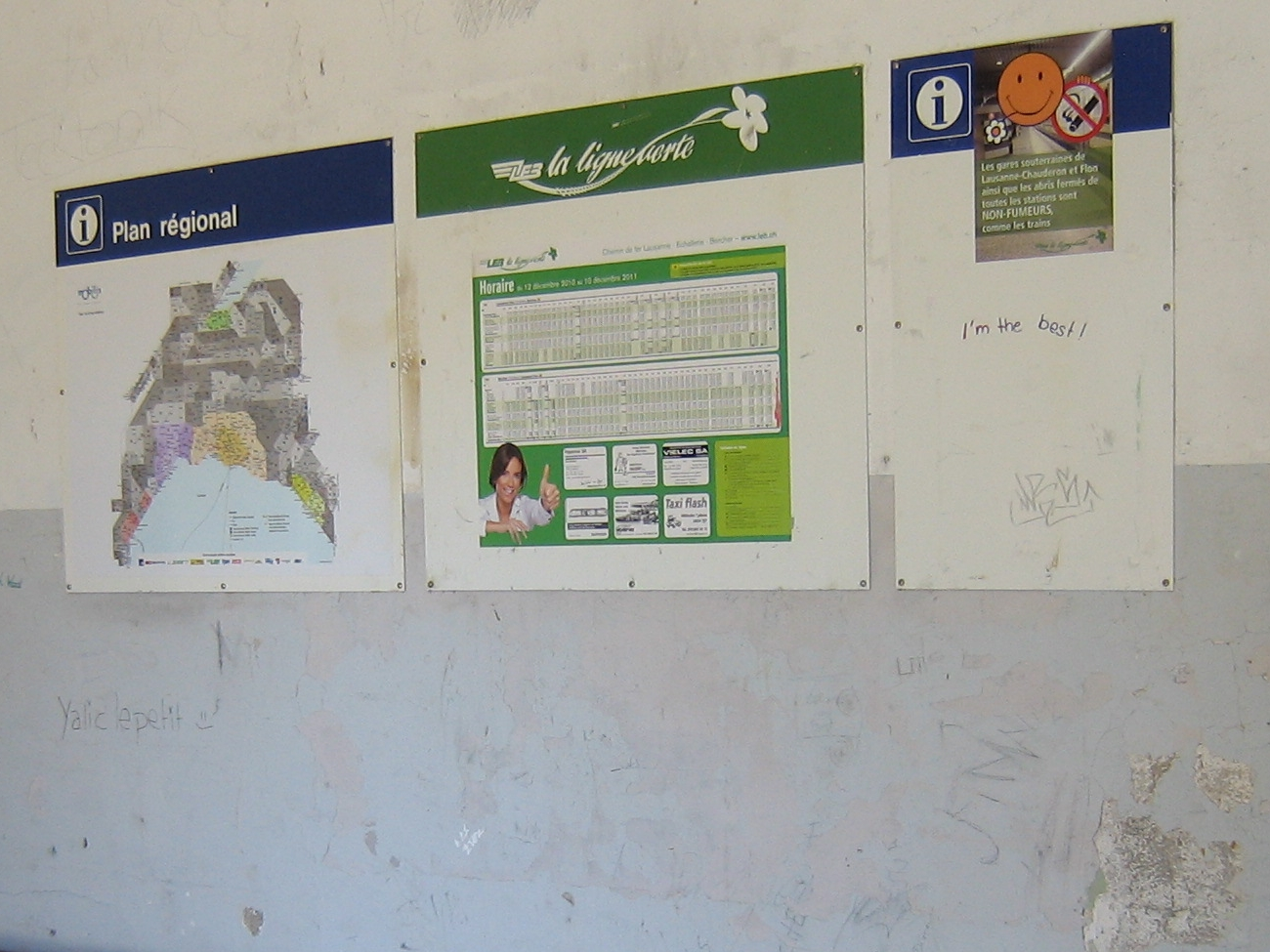
Plan régional du réseau Mobilis et horaire placardés dans la salle d'attente de la halte de Fey.

La croissance démographique de l'agglomération lausannoise et du Gros-de-Vaud augmentant d'année en année,, le LEB souhaite répondre à un désir des usagers d'augmenter la cadence au quart d'heure entre Lausanne-Flon et Cheseaux-sur-Lausanne.
L'achat en 2008 des automotrices RBe 4/8 va dans ce sens. Toutefois, le tronçon situé entre la sortie du tunnel de Chauderon et Montétan et le tronçon urbain le long de l'avenue d'Échallens sont encore la source de beaucoup d'accidents,,.
La société cherche des solutions pour éviter ces mésaventures. Elle a notamment fait poser des barrières le long du trottoir longeant la ligne du LEB sur toute l'avenue d'Échallens.
Cette idée est née tout au début du XXIe siècle, bien que les prémices de l'horaire au quart d'heure soient apparus dès les années 1980. Elle est néanmoins sujette à problèmes qui empêchent sa réalisation. La halte d'Union-Prilly doit notamment être modifiée pour pouvoir passer à la cadence d'un train tous les quarts d'heure. Une seconde voie permettra d'avoir un point de croisement supplémentaire.
Une proposition a été mise à l'enquête en janvier et février 2009. Elle a toutefois fait part de plusieurs oppositions et la question n'est toujours pas résolue en juillet 2011 alors qu'elle aurait dû être mise en service en 2010. Finalement, les oppositions sont levées, les travaux débutent le 7 mai 2012 et la gare est prête le 9 décembre. Cependant, les éléments de sécurité et de signalisation ne sont pas homologués, ce qui repousse l'introduction du nouvel horaire.
La halte de Vernand-Camarès doit, elle aussi, être adaptée pour permettre la circulation des trains au quart d'heure. La commune de Lausanne a décidé, le 23 mars 2011, d'allouer 300 milliers de francs suisses pour la réalisation de ces travaux.
Les passages à niveau non gardés suivant la halte sont supprimés et le 24 novembre 2011, la compagnie ainsi que la commune de Lausanne inaugurent une nouvelle route permettant l'accès aux immeubles situés derrière la gare sans plus avoir à traverser les voies.
Cela sert aussi de lancement aux autres transformations que la gare subit. En outre, le quai est rehaussé à une hauteur de 55 cm et la salle d'attente réhabilitée en local technique. Les travaux sont entrepris lors de l'automne 2012 et le nouveau quai, situé de l'autre côté de la voie par rapport à l'ancien, est mis en service le mardi 4 décembre 2012.
Le 26 juin 2013, la compagnie annonce par voie de presse l'introduction de l'horaire cadencé au quart d'heure entre le Flon et Cheseaux à partir de la rentrée scolaire, le 26 août 2013. Cette mise en place est effective au jour annoncé. Cependant l'horaire a été calculé de manière trop juste, notamment à cause du tronçon Union-Prilly - Romanel et du croisement difficile en gare de Jouxtens et des retards chroniques se font sentir .
Pour tenir la cadence au quart d'heure entre Lausanne et Echallens et ainsi corriger l'erreur de l'horaire de 2013, une solution envisagée est de desservir la gare de Jouxtens-Mézery et la halte du Lussex toutes les demi-heures, en alternance. Une autre solution est la suppression de la halte du Lussex. C'est cette dernière solution qui est retenue par le LEB, contre l'avis de la commune de Jouxtens-Mézery, mais avec l'accord du syndic de Romanel, qui siège aussi au conseil d'administration du LEB. Cette décision suscite la colère de certains usagers de Jouxtens-Mézery, de Romanel et aussi d'élèves de l’École de Bois-Genoud, sise sur la commune de Lausanne, mais pour qui c'est aussi le transport public le plus proche
.

## Tarification

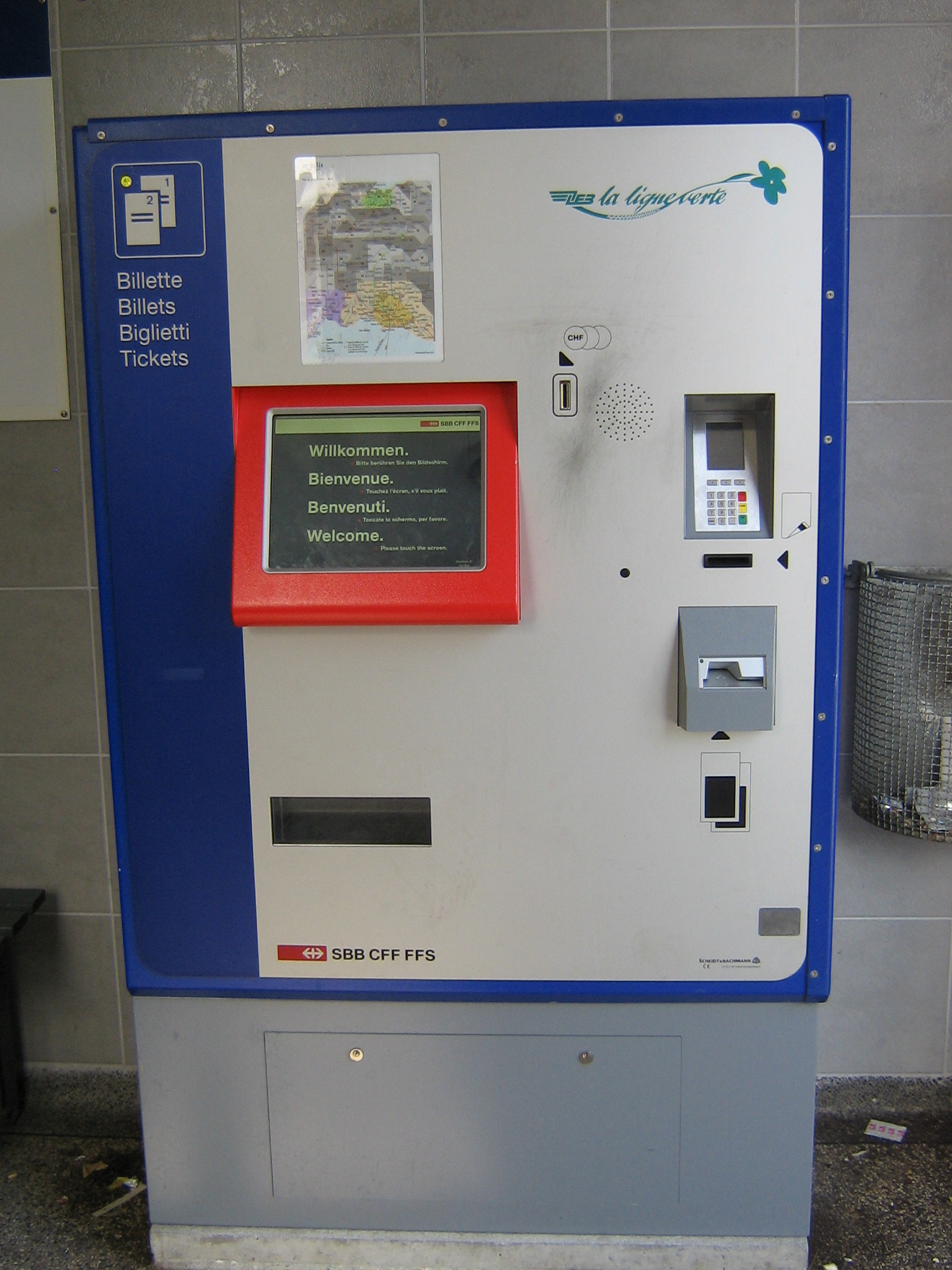
Distributeur automatique de titres de transport de type S-POS, acheté aux CFF, à la halte d'Étagnières avec le logo de la compagnie en haut à droite.

Le LEB est affilié à la communauté tarifaire vaudoise Mobilis et applique donc ses tarifs. La ligne s'étend sur six zones (dans l'ordre, depuis Lausanne : 11, 12, 16, 50, 51 et 52) définissant le prix des courses, pour les trajets ordinaires comme pour les abonnements. Il en coûtera ainsi, en 2017 et avec un billet unitaire plein tarif, jusqu'à 11,20 CHF pour un trajet simple allant d'un bout à l'autre de la ligne en 2de classe et 19,60 CHF en 1re classe.
Le LEB propose aussi des billets combinés dits trajet+entrée pour la piscine de la Fleur-de-Lys à Prilly ou d'autres évènements comme le Comptoir Suisse ou la foire Habitats et Jardins qui se tiennent au Palais de Beaulieu, à Lausanne.
À cela s'ajoutent des prestations à la carte propres au LEB, comme la possibilité de voyager en train à vapeur ou de prendre un repas en train restaurant dans l'Are 4/4 25 Gros-de-Vaud.

## Parc de véhicules ferroviaires

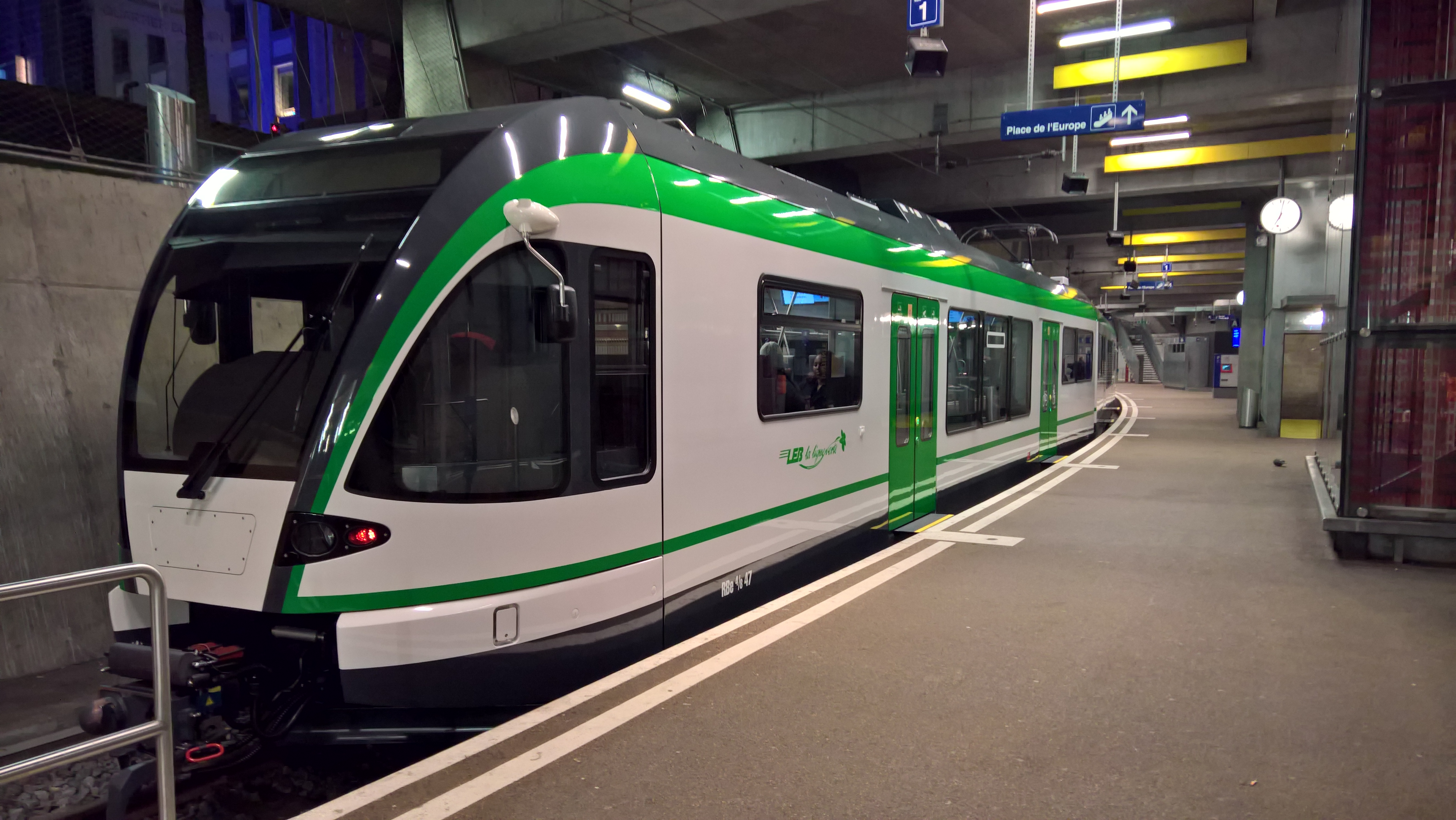
Automotrice RBe 4/8 47 de la nouvelle série 2017 en gare de Lausanne-Flon.

La table ci-après est issue du site officiel de la compagnie.

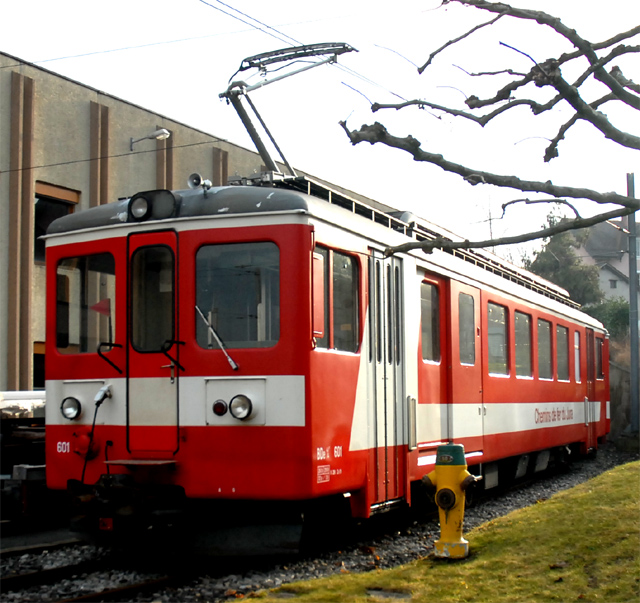
Automotrice BDe 4/4 28 ex-CJ BDe 4/4 601 au dépôt d'Échallens.

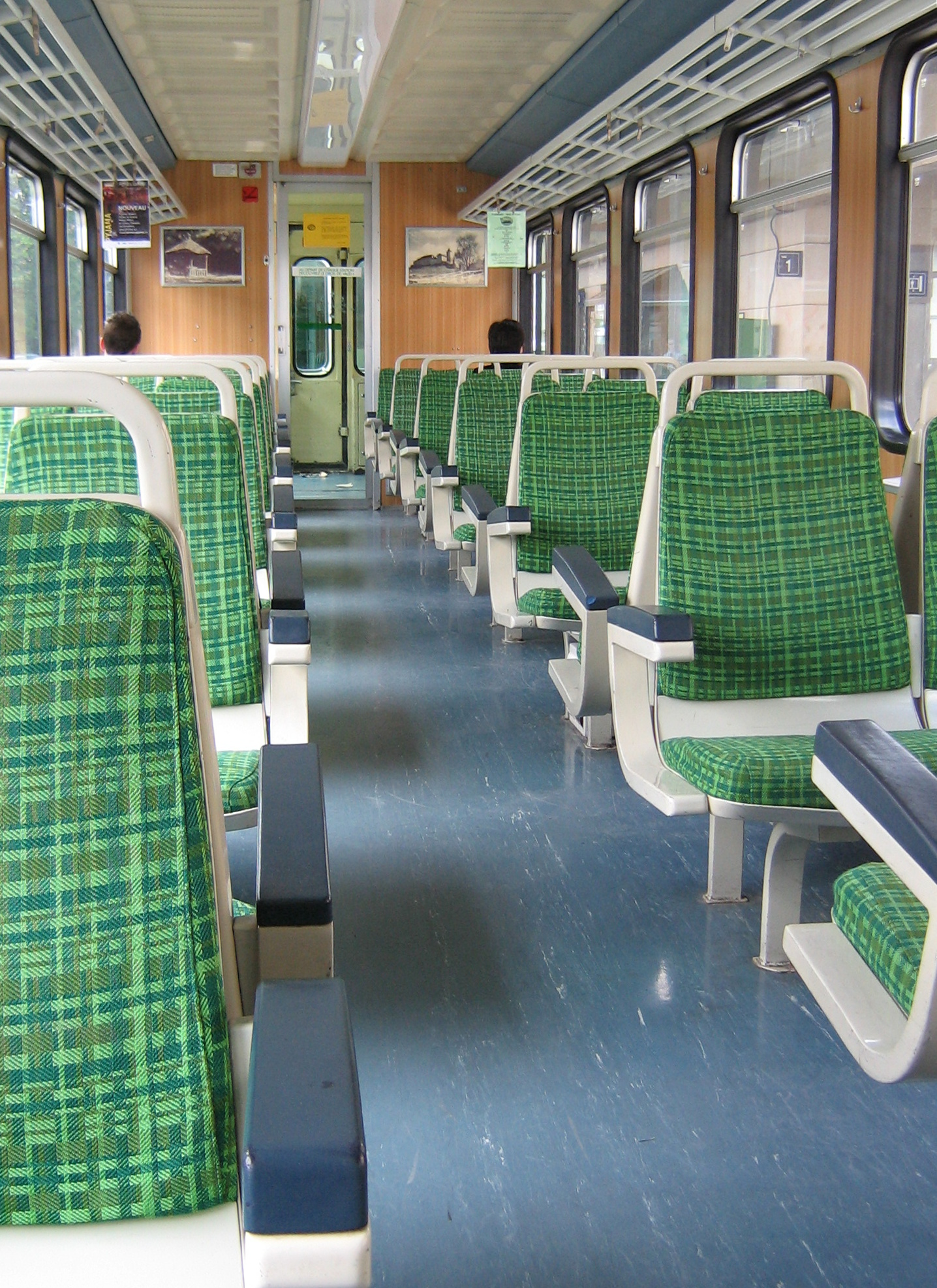
Intérieur de la rame arrière de l'automotrice Be 4/8 31 Lausanne.

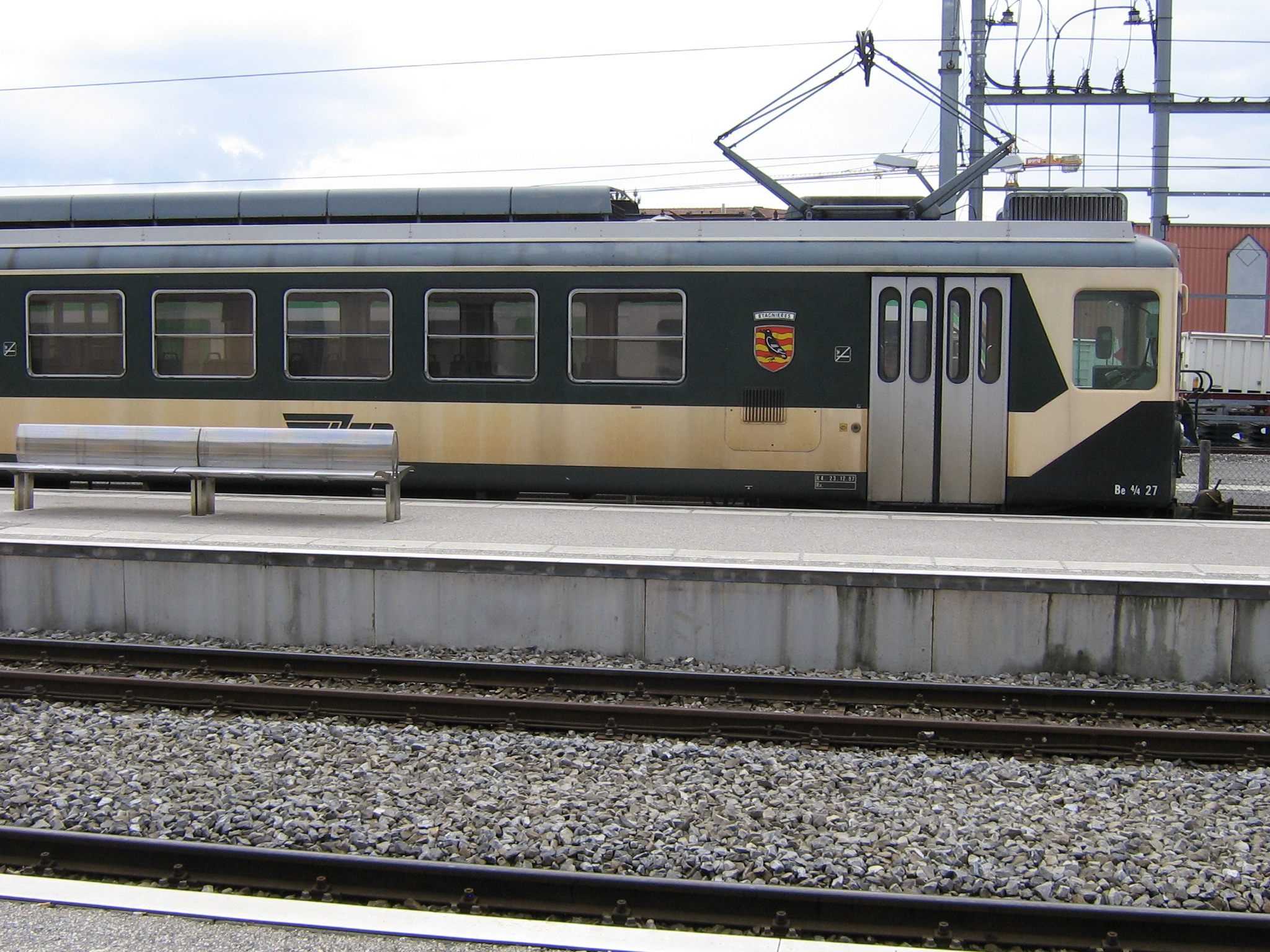
Automotrice Be 4/4 27 Étagnières en voie 3 de la gare d'Échallens.

| Automotrices                         |                     |       |                     |                     |            |                |                |
| Série                                | Numéro              | Année | Places assises      | Places debout       | Freins     | Poids (Tonnes) | Vitesse (km/h) |
| Are 4/4                              | 25 Gros-de-Vaud     | 1947  | 30                  | 20                  | Hardy      | 30,9           | 60             |
| Be 4/4                               | 26 Jouxtens-Mézery  | 1966  | 44                  | 80                  | Charmilles | 35,0           | 80             |
| Be 4/4                               | 27 Etagnières       | 1966  | 44                  | 80                  | Charmilles | 35,0           | 80             |
| Be 4/8                               | 31 Lausanne         | 1985  | 120                 | 214                 | Charmilles | 54,5           | 80             |
| Be 4/8                               | 32 Échallens        | 1985  | 120                 | 214                 | Charmilles | 54,5           | 80             |
| Be 4/8                               | 33 Bercher          | 1985  | 120                 | 214                 | Charmilles | 54,5           | 80             |
| Be 4/8                               | 34 Prilly           | 1991  | 112                 | 236                 | Charmilles | 54,5           | 90             |
| Be 4/8                               | 35 Romanel          | 1991  | 112                 | 236                 | Charmilles | 54,5           | 90             |
| Be 4/8                               | 36 Cheseaux         | 1991  | 112                 | 236                 | Charmilles | 54,5           | 90             |
| RBe 4/8                              | 41                  | 2010  | 118                 | 256                 | Charmilles | 62,0           | 120            |
| RBe 4/8                              | 42                  | 2010  | 118                 | 256                 | Charmilles | 62,0           | 120            |
| RBe 4/8                              | 43                  | 2010  | 118                 | 256                 | Charmilles | 62,0           | 120            |
| RBe 4/8                              | 44                  | 2010  | 118                 | 256                 | Charmilles | 62,0           | 120            |
| RBe 4/8                              | 45                  | 2010  | 118                 | 256                 | Charmilles | 62,0           | 120            |
| RBe 4/8                              | 46                  | 2010  | 118                 | 256                 | Charmilles | 62,0           | 120            |
| RBe 4/8                              | 47                  | 2017  | 118                 | 256                 | Charmilles | 62,0           | 120            |
| RBe 4/8                              | 48                  | 2017  | 118                 | 256                 | Charmilles | 62,0           | 120            |
| RBe 4/8                              | 49                  | 2017  | 118                 | 256                 | Charmilles | 62,0           | 120            |
| RBe 4/8                              | 50                  | 2017  | 118                 | 256                 | Charmilles | 62,0           | 120            |
| Be 4/8                               | 61                  | 2019  |                     |                     |            |                |                |
| Be 4/8                               | 62                  | 2019  |                     |                     |            |                |                |
| Be 4/8                               | 63                  | 2020  |                     |                     |            |                |                |
| Be 4/8                               | 64                  | 2020  |                     |                     |            |                |                |
| Be 4/8                               | 65                  | 2020  |                     |                     |            |                |                |
| Be 4/8                               | 66                  | 2020  |                     |                     |            |                |                |
| Voitures-pilote à bogies (4 essieux) |                     |       |                     |                     |            |                |                |
| Série                                | Numéro              | Année | Places assises      | Places debout       | Freins     | Poids (Tonnes) | Vitesse (km/h) |
| Bt                                   | 151                 | 1964  | 60                  | 80                  | Charmilles | 19,5           | 80             |
| Bt                                   | 152                 | 1964  | 60                  | 80                  | Charmilles | 19,5           | 80             |
| Voitures à bogies (4 essieux)        |                     |       |                     |                     |            |                |                |
| Série                                | Numéro              | Année | Places assises      | Places debout       | Freins     | Poids (Tonnes) | Vitesse (km/h) |
| B                                    | 15                  | 1957  | 56                  | 40                  | Charmilles | 13,7           | 80             |
| B                                    | 16                  | 1952  | 56                  | 40                  | Charmilles | 13,7           | 80             |
| B                                    | 19                  | 1946  | 56                  | 30                  | Hardy      | 13,2           | 60             |
| B                                    | 141                 | 1964  | 64                  | 86                  | Charmilles | 18,8           | 80             |
| B                                    | 142                 | 1964  | 64                  | 86                  | Charmilles | 18,8           | 80             |
| Véhicules pour le service vapeur     |                     |       |                     |                     |            |                |                |
| Série                                | Numéro              | Année | Places assises      | Places debout       | Freins     | Poids (Tonnes) | Vitesse (km/h) |
| C                                    | 10                  | 1914  | 40                  | --                  | Hardy      | 7,7            | 45             |
| B                                    | 11 (Ex BTI)         | 1916  | 48                  | --                  | Hardy      | 8,5            | 45             |
| C                                    | 12                  | 1908  | 40                  | --                  | Hardy      | 7,7            | 45             |
| C                                    | 20 (Ex Mont-Cenis)  | 1865  | 14                  | --                  | Hardy      | 3,5            | 45             |
| Zi                                   | 5 (Ex PTT)          | 1935  | --                  | --                  | Hardy      | 7,0            | 60             |
| Locomotive                           |                     |       |                     |                     |            |                |                |
| Série                                | Numéro              | Année | Places assises      | Places debout       | Freins     | Poids (Tonnes) | Vitesse (km/h) |
| G 3/3                                | 8 Échallens         | 1910  | --                  | --                  | Hardy      | 18/23,2        | 45             |
| Véhicules de service                 |                     |       |                     |                     |            |                |                |
| Série                                | Numéro              | Année | Genre               | Genre               | Freins     | Poids (Tonnes) | Vitesse (km/h) |
| Tm 2/2                               | 1 (DIEMA)           | 1985  | Tracteur            | Tracteur            | Charmilles | 4,0            | 40             |
| Tm 2/2                               | 2 (AEBI)            | 1989  | Tracteur            | Tracteur            | Charmilles | 22,0           | 50/80          |
| X                                    | 1 (Ex Ob 583, 1962) | 1972  | Citerne             | Citerne             | Hardy      | 4,8/16,8       | 50             |
| X                                    | 2                   | 1970  | Wagon-montage       | Wagon-montage       | Hardy      | 4,5/14,5       | 50             |
| X                                    | 3 (Ex Ob 565, 1964) | 1979  | Wagon-grue          | Wagon-grue          | Charmilles | 4,7/12,7       | 50             |
| Fd                                   | 4                   | 1981  | Ballastière         | Ballastière         | Charmilles | 7,7/20,7       | 60             |
| Fd                                   | 5 (Ex YSC)          | 1971  | Ballastière         | Ballastière         | Charmilles | 8,0/23,0       | 50             |
| X                                    | 6 (1961)            | 1989  | Wagon-bobine        | Wagon-bobine        | Hardy      | 4,8/16,8       | 60             |
| Re                                   | 96                  | 2001  | Wagon plat à bogies | Wagon plat à bogies | Dako       | 18,3/55,0      | 70             |

En 1964, les TL ont complètement cessé l'exploitation de leur réseau de tramways. Le LEB rachète une partie du matériel roulant. Cela comprend plusieurs véhicules. En 1953, le LEB rachète le Te 2/2 409II, qui est démoli en 1970. En 1955, le locotracteur Xe 2/2 402, qui était à l'origine l'automotrice Ce 2/2 6 ainsi que les courts wagons X 608 et X 609. En 1963, les wagons couverts K 506 à K 508, K 509II, K 512 et K 513 ainsi que les wagons OM 351 et 355 pour le transport des boilles de lait. En 1964, le Xe 2/2 762, qui était l'ancienne motrice Ce 2/2 71 de 1911, utilisé pour la manœuvre des wagons de fret en gare de Lausanne-Sébeillon jusqu'en 1971 ainsi que la motrice Ce 2/2 76.
En 2001, la compagnie cède la voiture B 18 et en 2004 la B 17 à la compagnie FCE à Madagascar. Ces deux voitures font partie de la série  de voitures B no 15 à 19 utilisées dans les premières compositions avec les automotrices électriques BDe 4/4 no 21 à 25.
En 2006, à la suite d'un accident de la route, la voiture-pilote de la rame no 32 est inutilisable. Elle est envoyée en réparation au début de l'année 2007. Pendant ce temps, une composition faite de l'automotrice BDe 4/4 601 et de la voiture-pilote Bt 702 des chemins de fer du Jura sont mises à disposition.
Le LEB finira par les acquérir en février 2006 pour les utiliser comme train de réserve. Elles sont renommées respectivement BDe 4/4 28 et Bt 53. À la suite de l'arrivée des rames RBe 4/8 de Stadler, la compagnie se sépare de cette composition et la cède à La Traction, une association faisant circuler des trains anciens dans les Franches-Montagnes
En 2010, l'automotrice no 26 ainsi que la voiture pilote no 151 sont temporairement mises à disposition aux TPC. Elles ont été transférées le 5 octobre 2010 par la route pour être mises en exploitation sur la ligne de l'ASD en remplacement de l'automotrice BDe 4/4 401 et de la voiture pilote Bt 431 de la susdite compagnie à la suite d'un accident. Depuis le 28 mars 2011, elles sont de retour à Échallens.
L'automotrice BDe 4/4 21 Ropraz datant de 1935, longtemps garée à Assens, a finalement été détruite le 28 janvier 2015.
La locomotive G 3/3 no 5 Bercher, construite en 1890, est la plus ancienne locomotive à vapeur vaudoise encore en état de fonctionnement en 2015. Après avoir été retirée du service par la compagnie, elle part en Autriche où elle finit sur une place de jeux. En 1973, le chemin de fer-musée Blonay-Chamby la rapatrie et la remet en état. Elle circule à nouveau sur la ligne Blonay – Chamby depuis 1985. Néanmoins, l'entretien de cette machine est onéreux pour l'association. Cette dernière réunit 80 000 CHF sur un besoin total de 100 000 CHF pour assurer la rénovation du véhicule, et notamment de la chaudière. Le Fonds cantonal des monuments historiques aide alors l'association avec un montant unique de 10 000 CHF en février 2015 pour qu'elle circule à nouveau à partir de la Pentecôte 2015.

## Identité visuelle
Avant 1963, la compagnie ne possède pas de sigle unifié et les lettres LEB sont soit peintes sur les wagons, soit des lettres dorées sont utilisées sur les voitures et automotrices. En 1963, un premier sigle est conçu et notamment peint sur la voiture B12. À la suite de l'arrivée des deux automotrices Be 4/4 no 26 et 27 en 1966, un nouveau sigle est utilisé et apposé sur tous les véhicules de la compagnie. Il est déjà peint sur les voitures B15 à B19 l'année précédente. En 2010, avec l'arrivée des automotrices RBe 4/8, la compagnie modernise son identité visuelle en variant légèrement l'apparence de son sigle. En octobre 2017, une nouvelle identité visuelle est présentée, le logo est désormais composé de formes arrondies tout en conservant les trois bandes historiques, les lettres sont écrites en minuscule et l'italique est abandonné ; une variante sous forme de pictogramme rond sur fond vert est créé pour certains supports de communications commun avec les TL.

Premier prototype de sigle de la compagnie en 1963.
Sigle utilisé de 1966 à 2010.
Sigle utilisé de 2010 à 2017.
Sigle utilisé depuis 2017.

## Trafic voyageur
Comme expliqué ci-dessus et depuis le 1er juin 1971 le LEB ne transporte plus que des voyageurs par le rail. Aussi, cette section traite seulement de l'exploitation de la ligne pour le transport de voyageurs et non du transport de marchandises.

### Transport de voyageurs auXIXesiècleetXXesiècle
Aux prémices de l'histoire du LEB, le comité d'initiative responsable de la future compagnie avait, à la suite de son étude de marché compté un trafic de voyageurs de 4 635 personnes en 1870 entre Lausanne et Échallens ainsi que 698 personnes qui ont transité à Cheseaux-sur-Lausanne en une semaine en 1871. Si les premières années d'exploitation de la ligne ne sont pas faciles avec une croissance très modeste, le L-E, puis le LEB, connaîtront tout de même quelques périodes exceptionnelles.
La fête du Tir fédéral de Lausanne du 16 au 24 juillet 1876 permettra de transporter le nombre exceptionnel de 13 400 voyageurs grâce à 180 trains. On peut aussi relever un défilé à Échallens pour lequel le LEB a transporté en un jour 14 000 voyageurs. Pour cette opération, des bancs ont dû être montés sur des wagons marchandises afin de pouvoir transporter plus de monde lors de chaque trajet. On peut toutefois noter que selon une autre source, Monsieur Walimann répondant au journaliste Gilbert Schnyder dans une interview accordée pour l'émission Bonsoir du 15 septembre 1970 dira que la compagnie a transporté 11 600 voyageurs ce jour-là et que le défilé a eu lieu à Assens.
Toutefois, la compagnie a aussi vu baisser le nombre d'usagers. En effet, à la suite d'une hausse des prix de 30 % en 1878 le nombre total de voyageurs transportés en 1879 est de 91 979 contrairement à 122 774 deux ans auparavant en 1877. Dans les années 1880, le nombre moyen de voyageurs transportés par année est de 85 000. Pour les voyages en 1re classe, la compagnie s'interroge déjà de son maintien dans les années 1890. Le nombre de voyageurs en 1re classe est de 3 998 en 1889, 2 510 en 1893 et chute à 242 en 1895.
Par la suite, le nombre de voyageurs va tout de même revenir à la hausse jusqu'à l'unification. Dans les années 1890, le nombre moyen de voyageurs transportés par année est de 120 000. En 1912, il atteint 179 952. À la suite de l'électrification, le nombre de voyageurs va encore progresser. Il passe de 245 508 en 1935 à 317 955 en 1936.
L'augmentation continue et en 1945, ce nombre est de 718 458 voyageurs transportés. Le million est franchi en 1962 et grimpe à 1 160 810 en 1978, et 1 393 056 en 1985,.
Selon le quotidien 24 heures, le nombre de voyageurs transportés subit un creux dans la seconde moitié des années 1990 et il faut attendre 1999 avec 1 810 000 de voyageurs transportés pour retrouver une valeur à peu près équivalente à celle de l'année 1994 qui est de 1 824 000 passagers transportés. Cette nouvelle augmentation est due aux prolongements successifs de la gare de Chauderon en 1995, puis celle du Flon en 2000.

### Transport de voyageurs auXXIesiècle
L'arrivée de la ligne à la gare de Lausanne-Flon est la dernière grande modification majeure. En 2000, le trafic voyageur augmente de 9 % et passe de 1 329 575 voyageurs en 1999 à 1 526 096.
Depuis, il ne va jamais cesser d'être en augmentation, bien que le taux va varier. Le nombre de voyageurs transporté passe à 1 743 495 en 2001. Le taux de croissance est de 1,34 % en 2002 pour 1 838 057. Il se stabilise les deux années suivantes : 8,5 % en 2003 avec 1 996 280 passagers et 9 % en 2004 avec 2 194 998 voyageurs. Il redescend à 3 % en 2005 avec 2 261 285 voyageurs, et passe à 5 % en 2006 pour un nombre de 2 300 000 voyageurs ou plus exactement 2 372 344.
Le taux de croissance reste à 5 % en 2007 pour 2 491 242 voyageurs.
Lors de l'assemblée générale des actionnaires de la compagnie le 20 juin 2008, on mentionne une augmentation du trafic voyageur de 85 % depuis le 30 mai 2000. En 2008, le taux de croissance remonte à 8,4 % et le nombre de voyageurs transportés est de 2 700 242. Ce nombre atteint 2 940 599 en 2010, et l'Écho du Gros-de-Vaud rapporte le taux de 121 % depuis l'arrivée au Flon annoncé lors de l'assemblée générale des actionnaires du LEB le 28 juin 2011. En 2011, pour la première fois, le nombre de passagers transportés franchi la barre des 3 millions avec 3 001 429.
Concernant l'année 2014, qui a été marquée par un rapprochement avec les TL, il est rapporté durant l'assemblée générale des actionnaires de la compagnie le 22 juin 2015 que le trafic de voyageurs a augmenté de 7,5 % par rapport à l'année précédente avec 3 364 780 personnes transportées. Cependant, le rapport annuel de la communauté tarifaire vaudoise Mobilis, utilisant une autre méthode de comptage, rapporte 2 719 433 personnes transportées pour la même année avec une longueur moyenne de 7,6 km/voy. par courses.
En 2015, la croissance continue et 3 705 067 personnes sont transportées, ce qui représente une hausse d'un peu plus de 10 %.

### Représentation graphique
Le graphique ci-dessous reporte cette croissance en nombre de voyageurs transportés par année. Attention, il n'y a pas de données pour les années 1996, 1997, 1998. Les différences de comptage évoquées ci-dessus selon les différentes sources sont dues à l'utilisation de coefficients différents. La source utilisée est la première. Les sources alternatives ne sont pas représentées. Les valeurs pour les années 1975 à 1995 proviennent de C96, p. 3.

### Recettes
En 2005, le chiffre d'affaires de la compagnie pour le transport de voyageurs est de 3 769 300 CHF. L'année suivante, le LEB dégage une part de 5,77 % du chiffre d'affaires total de la communauté tarifaire Mobilis qui est de 71 037 700 CHF, soit 4 098 875 CHF, ce qui représente une augmentation de 8,74 % par rapport à 2005. En 2007, la compagnie de chemin de fer garde une part stable du chiffre d'affaires par rapport à l'ensemble de la communauté tarifaire.
Elle rapporte 6,00 % du chiffre d'affaires total de 74 542 903 CHF, soit 4 472 574 CHF, ce qui représente là aussi une augmentation de 9,12 %. En 2008, ce secteur rapporte 4 807 000 CHF selon Litra ou 4 468 821 CHF selon le rapport annuel de la communauté tarifaire vaudoise. La part relative par rapport à l'ensemble de la communauté tarifaire demeure entre 5 et 6 % à 5,84 %.
Le chiffre d'affaires diminue toutefois de 6,76 % comparativement aux chiffres donnés par Litra ou stagne suivant une très légère augmentation de 0,29 %, dans les deux cas à 4 481 841 CHF en 2009. L'année suivante, le bénéfice retrouve la croissance avec une sensible augmentation de 3,94 % à 4 658 221 CHF. Ainsi, depuis 2010, le transport de voyageurs par le train augmente chaque année le chiffre d'affaires de l'entreprise. L'augmentation des recettes atteint 5,29 % en 2011 avec 4 481 841 CHF.
L'augmentation est plus importante en 2012 avec un chiffre d'affaires de 5 619 039 CHF, soit une augmentation de 14,57 %. Le chiffre d'affaires reste à peu près constant l'année suivante avec 5 605 400 CHF, soit une légère diminution de 0,24 %.
En 2014, le Service Routier Marchandises de la compagnie enregistre pour la première fois une perte de 18,3 %. La raison de cette perte est notamment due au transport de betteraves à la gare de Chavornay nécessitant 10 camions alors que la compagnie n'en possède que 6. Durant cette même année, le chiffre d'affaires de la compagnie augmente à 5 920 386,66 CHF, soit 3,03 % de parts de recette de la communauté tarifaire vaudoise.

## Brouette d'Échallens
Le LEB ayant acquis une réputation de lenteur et portant depuis le début de son histoire le sobriquet de « La Brouette », une chanson du répertoire traditionnel lui a été écrite. Cette satire est de et créée par Ch. Chamay aux alentours de 1920-1925.

## Galerie de photos

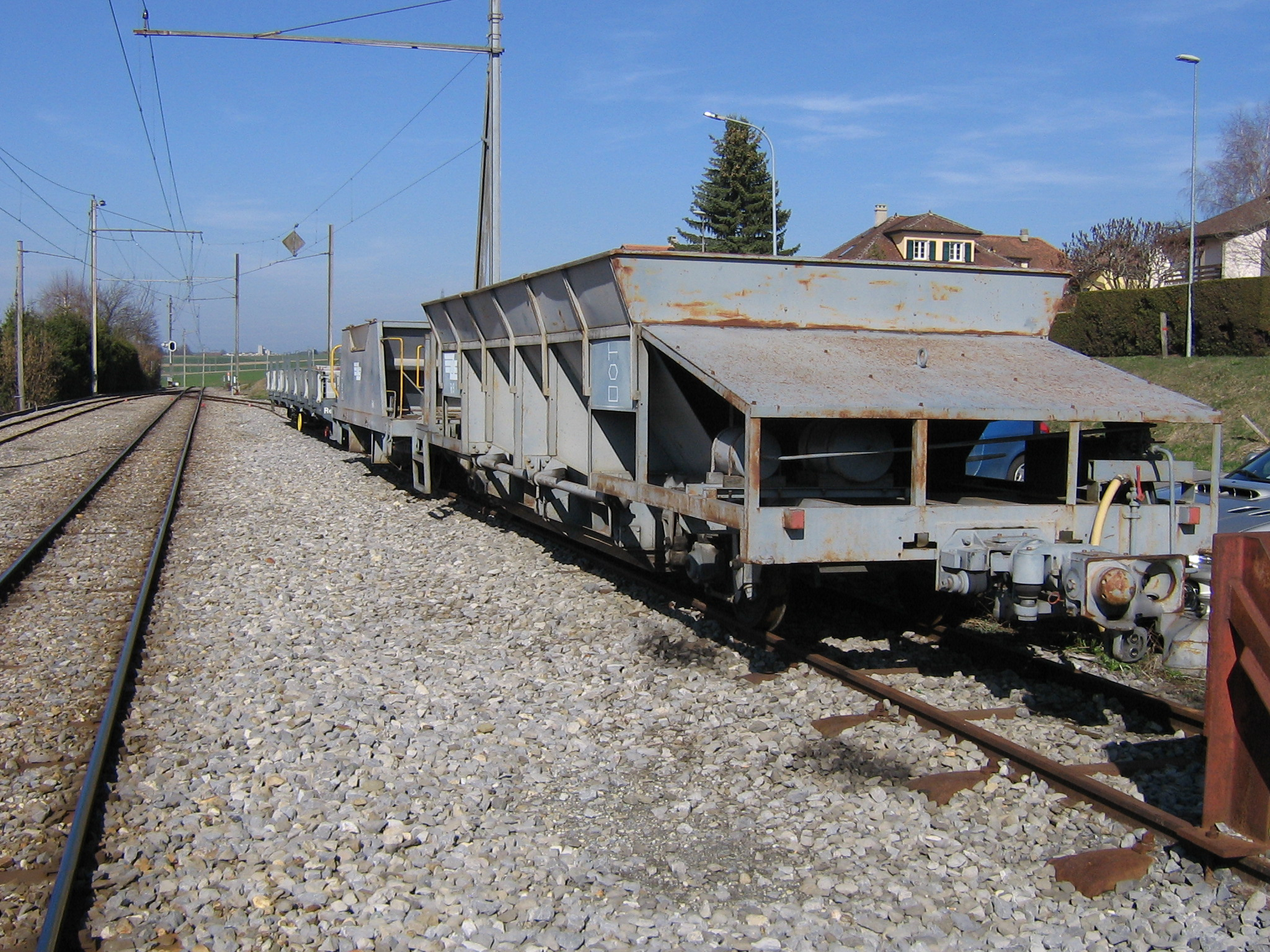
Wagons de service Fd 5, Fd 4 et Re 96 stationnés dans le cul-de-sac d'Assens.
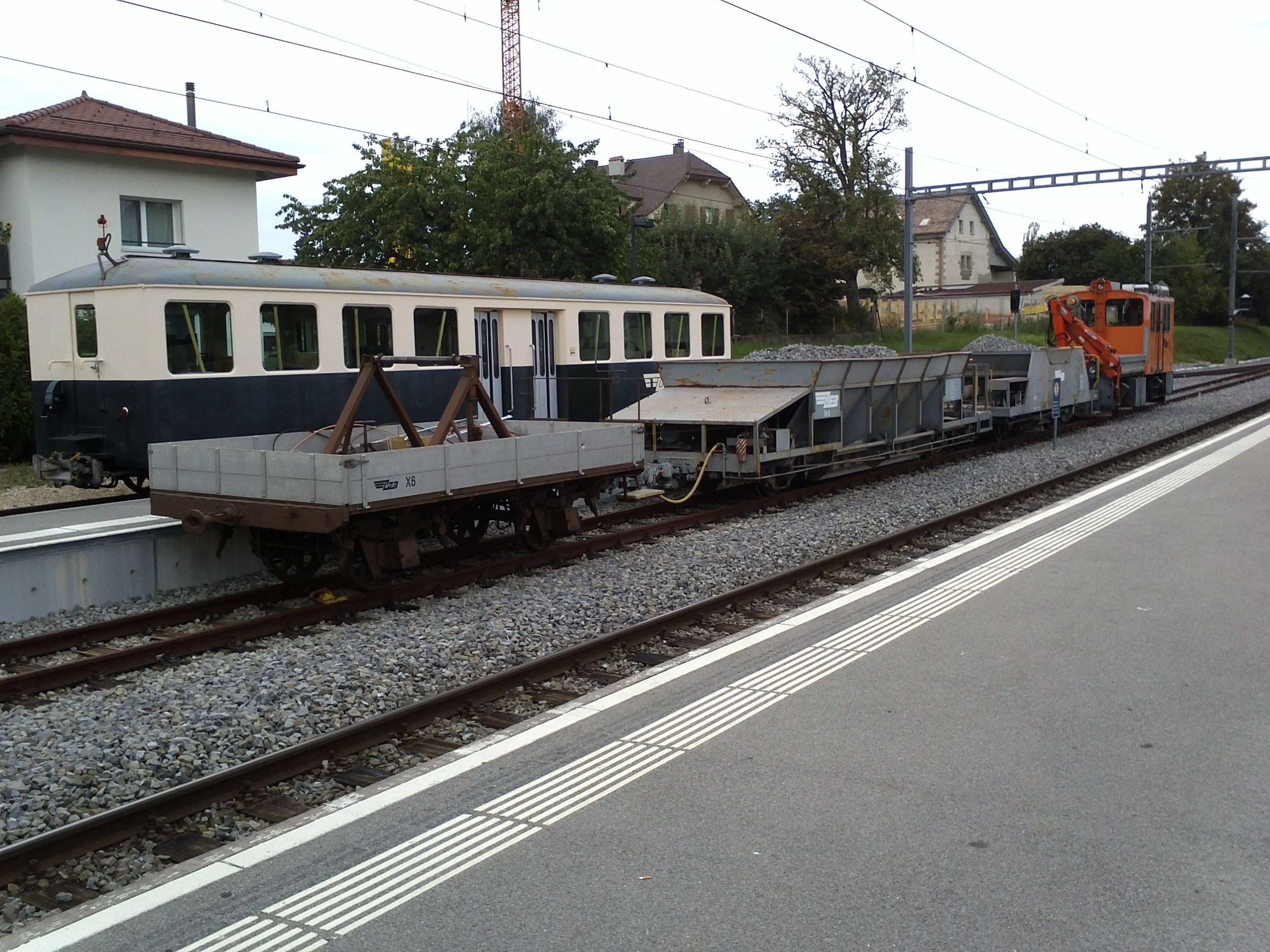
Train de service composé des wagons X6, Fd 5 et Fd 4 ainsi que du locotracteur Tm 2/2 2 stationné à la gare de Cheseaux. En arrière-plan, voiture B 16.
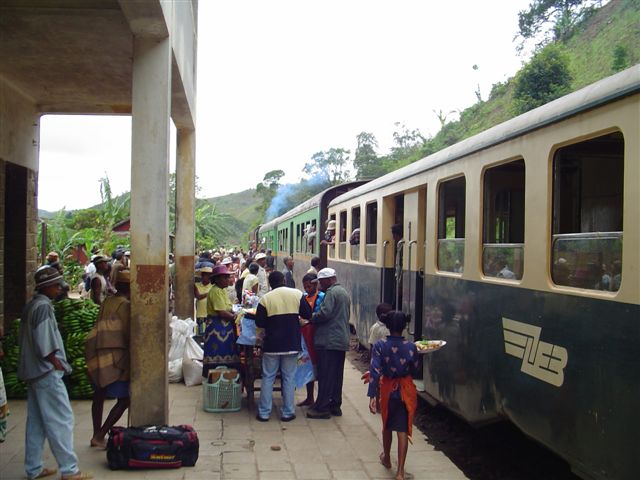
Voiture Ex-B 18 du LEB cédée à la compagnie FCE.
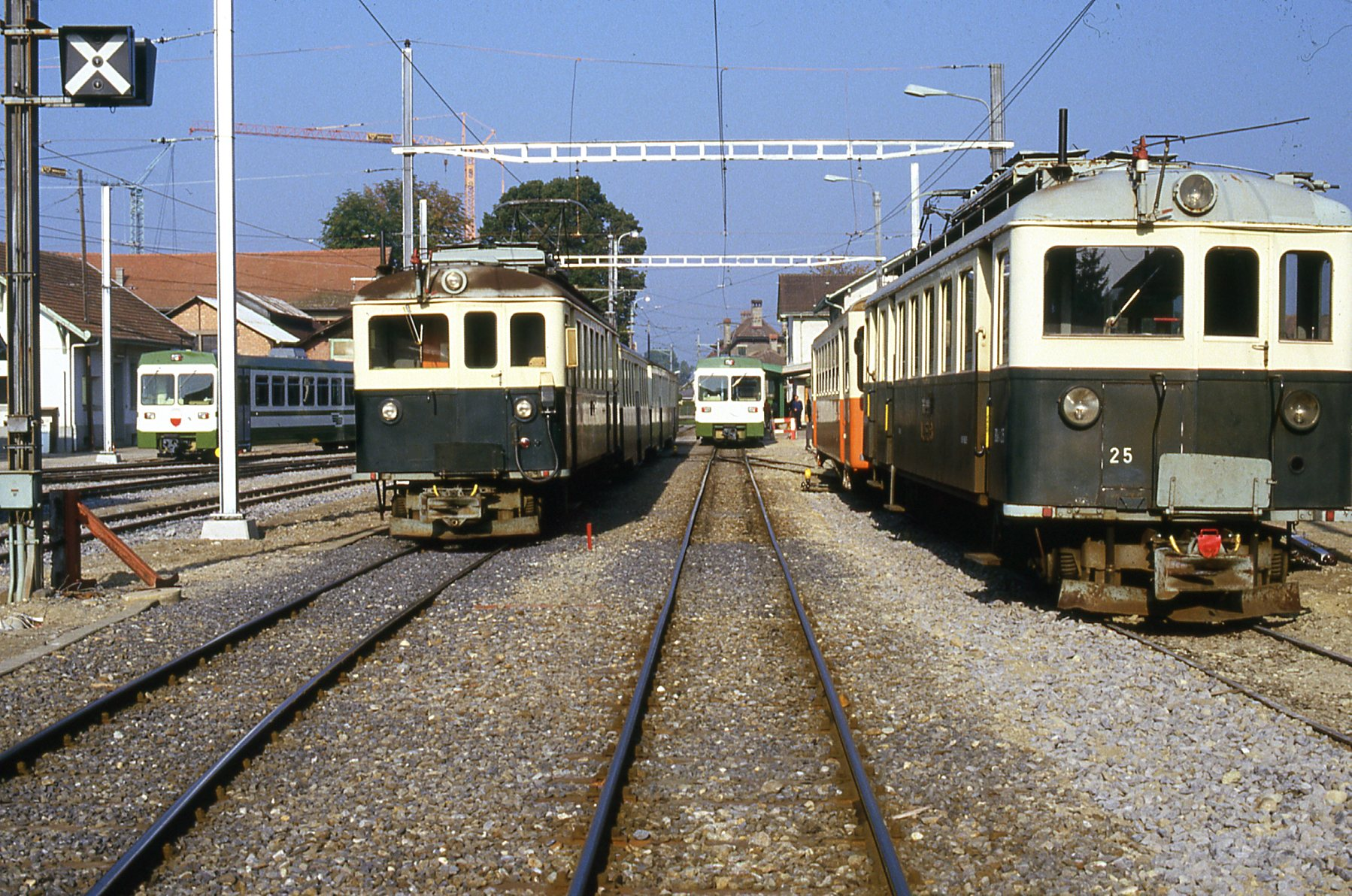
Automotrices de plusieurs générations se croisent en gare d'Échallens dans les années 1980-1990.
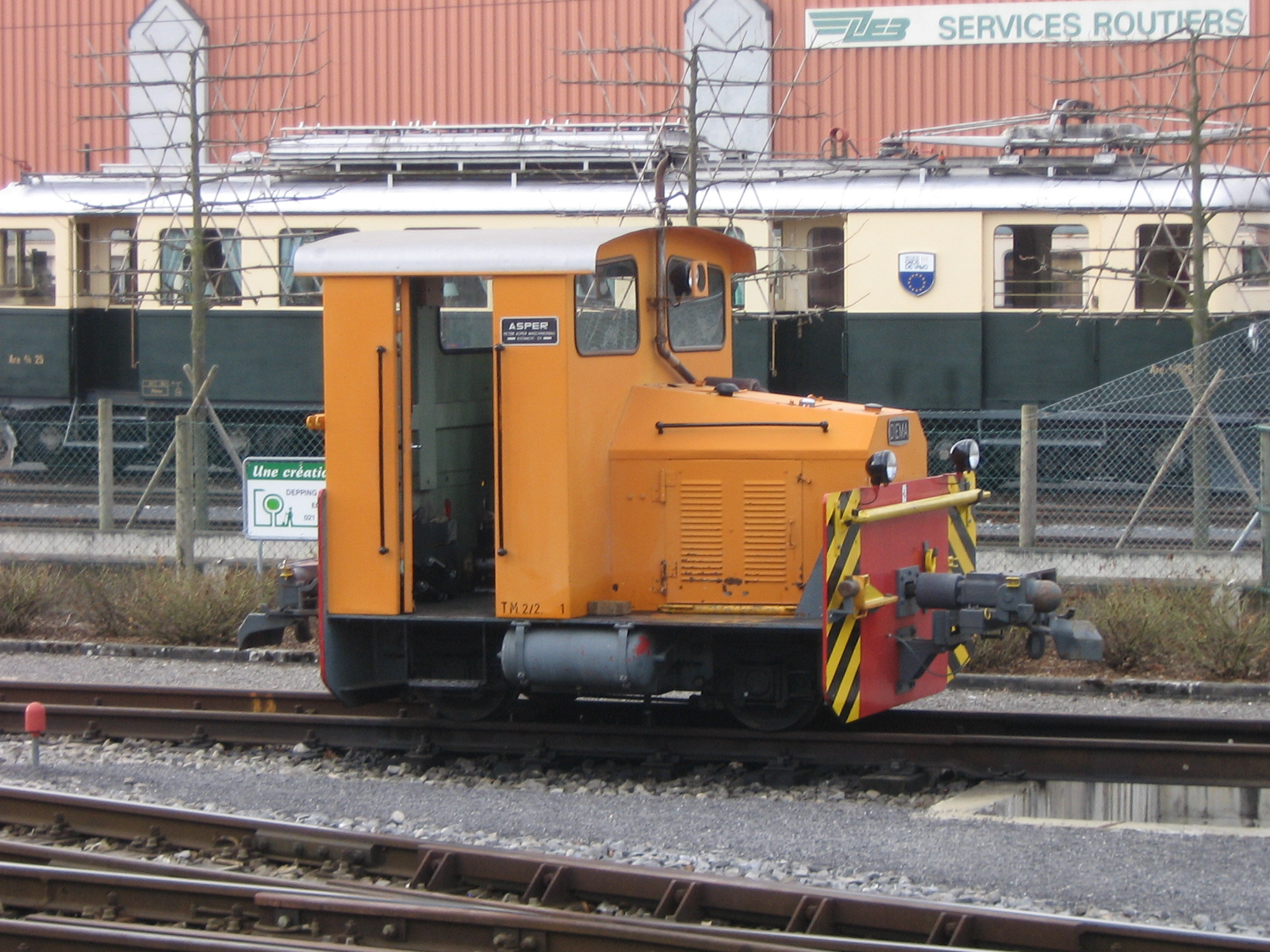
La manœuvre en gare d'Échallens est assurée depuis 1984 grâce au locotracteur Tm 2/2 1.
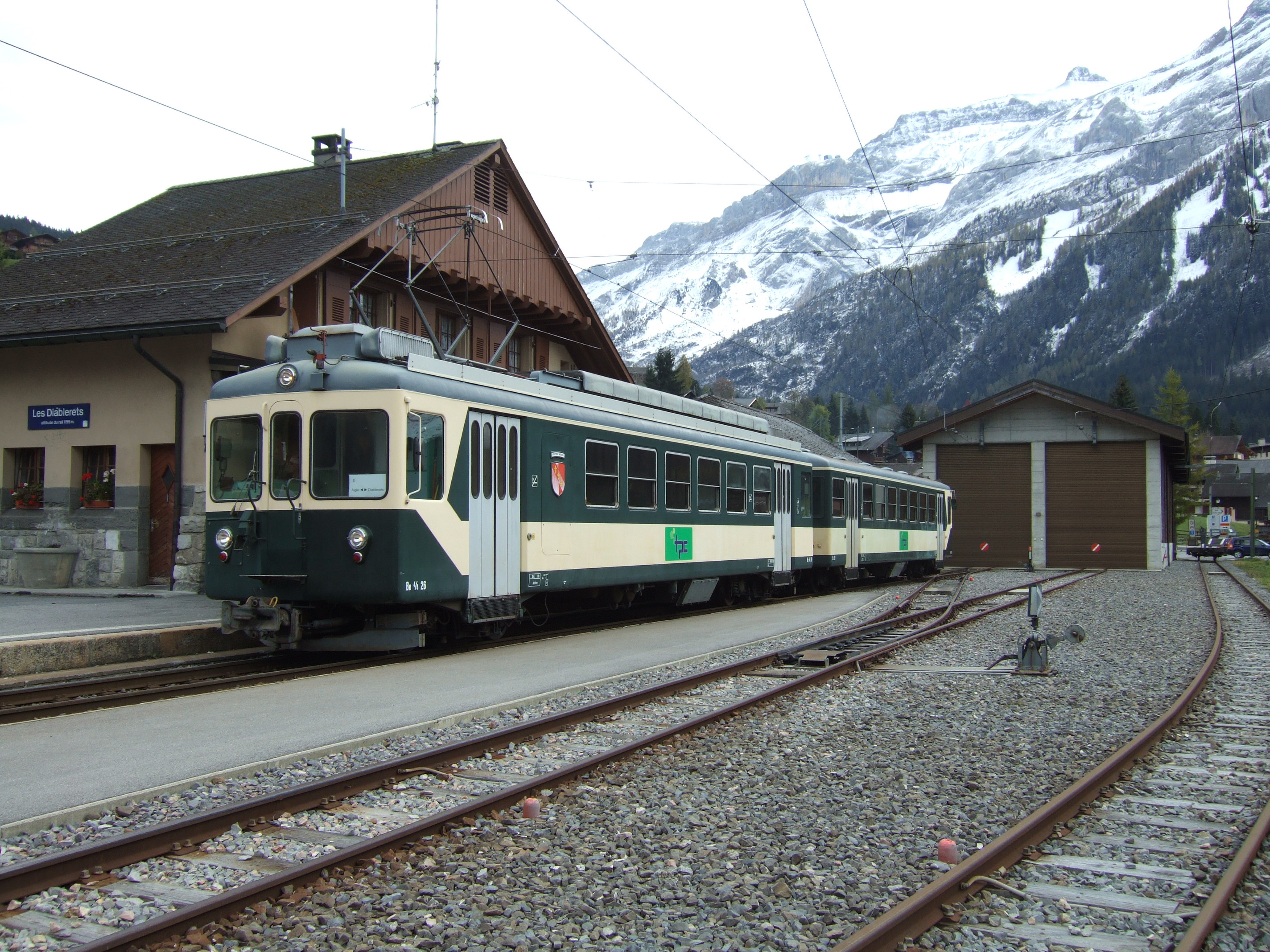
Composition Be 4/4 26, Bt 151 mise à disposition de l'ASD en 2010.
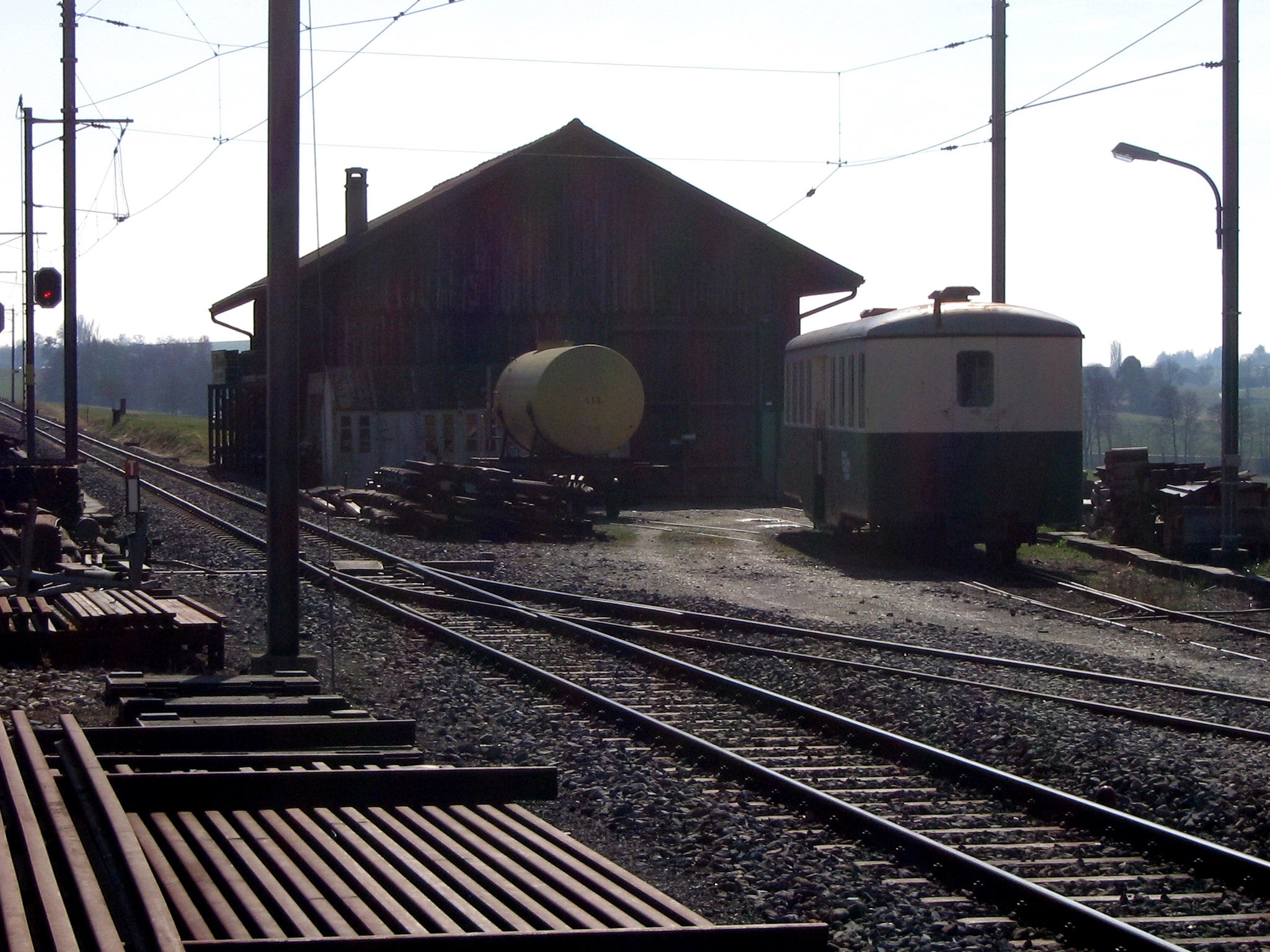
Petite remise de Bercher avec devant stationnés le wagon-citerne X1 et la voiture B 19.
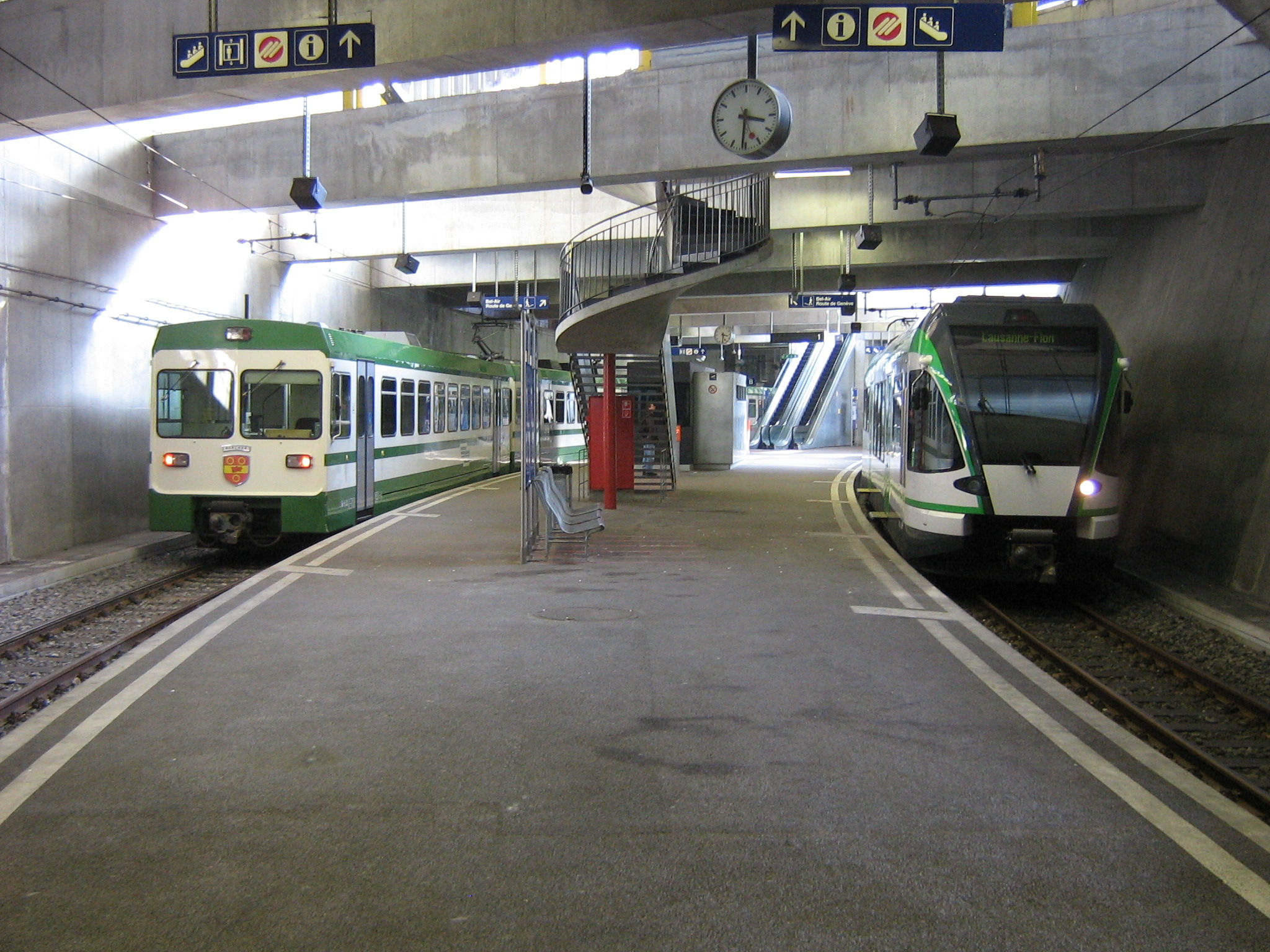
Compositions prêtes à partir en gare de Lausanne-Flon.
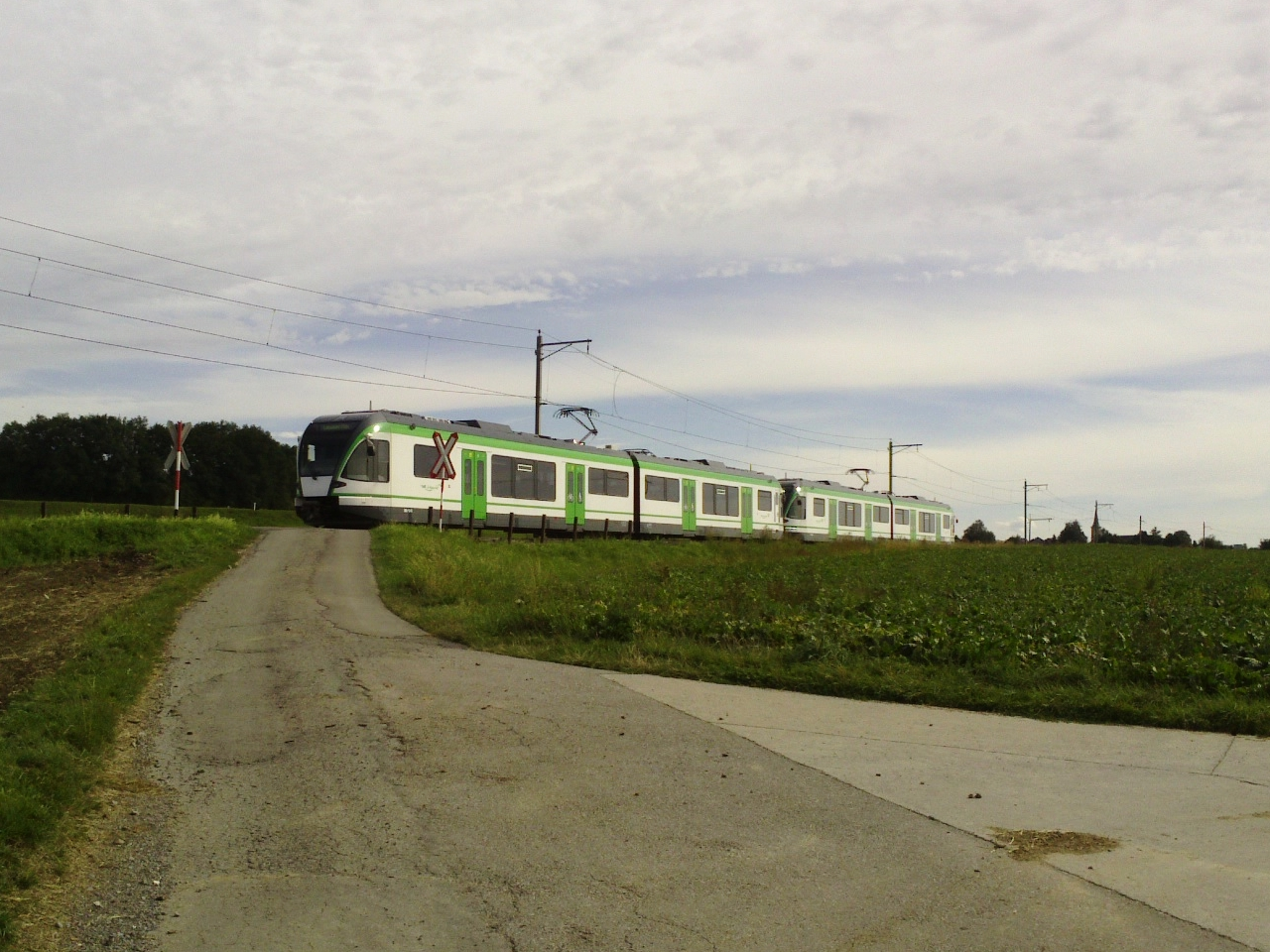
Composition longue RBe 4/8 no 41 et 42 pour Lausanne-Flon au passage à niveau de La Sache juste après Les Brits entre Échallens et Assens.
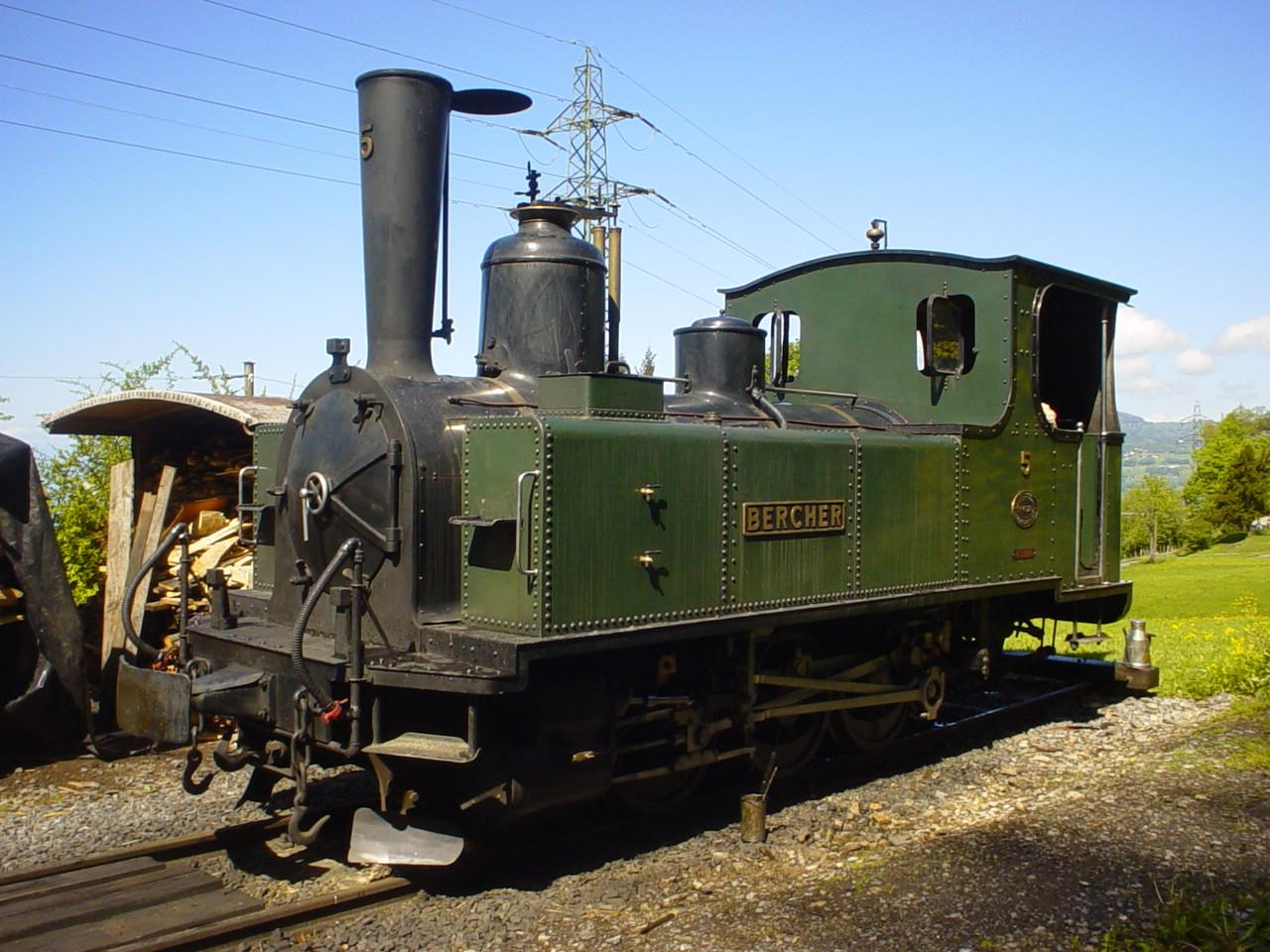
Locomotive à vapeur G 3/3 no 5 Bercher au Chemin de fer-musée Blonay-Chamby en été 2003.
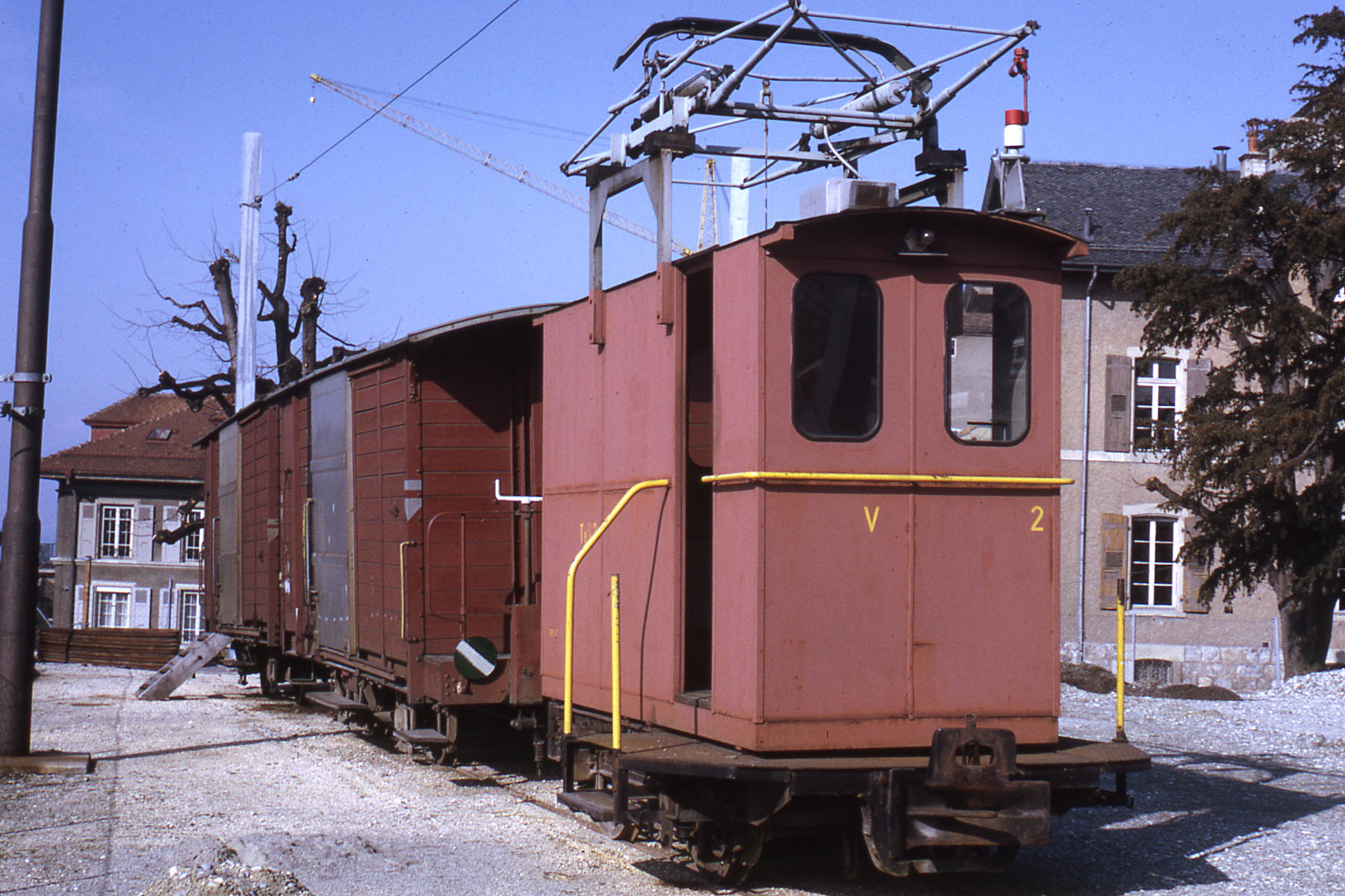
Énigmatique locotracteur Te 2/2 2 à l'ancienne gare de Lausanne-Chauderon en 1968.
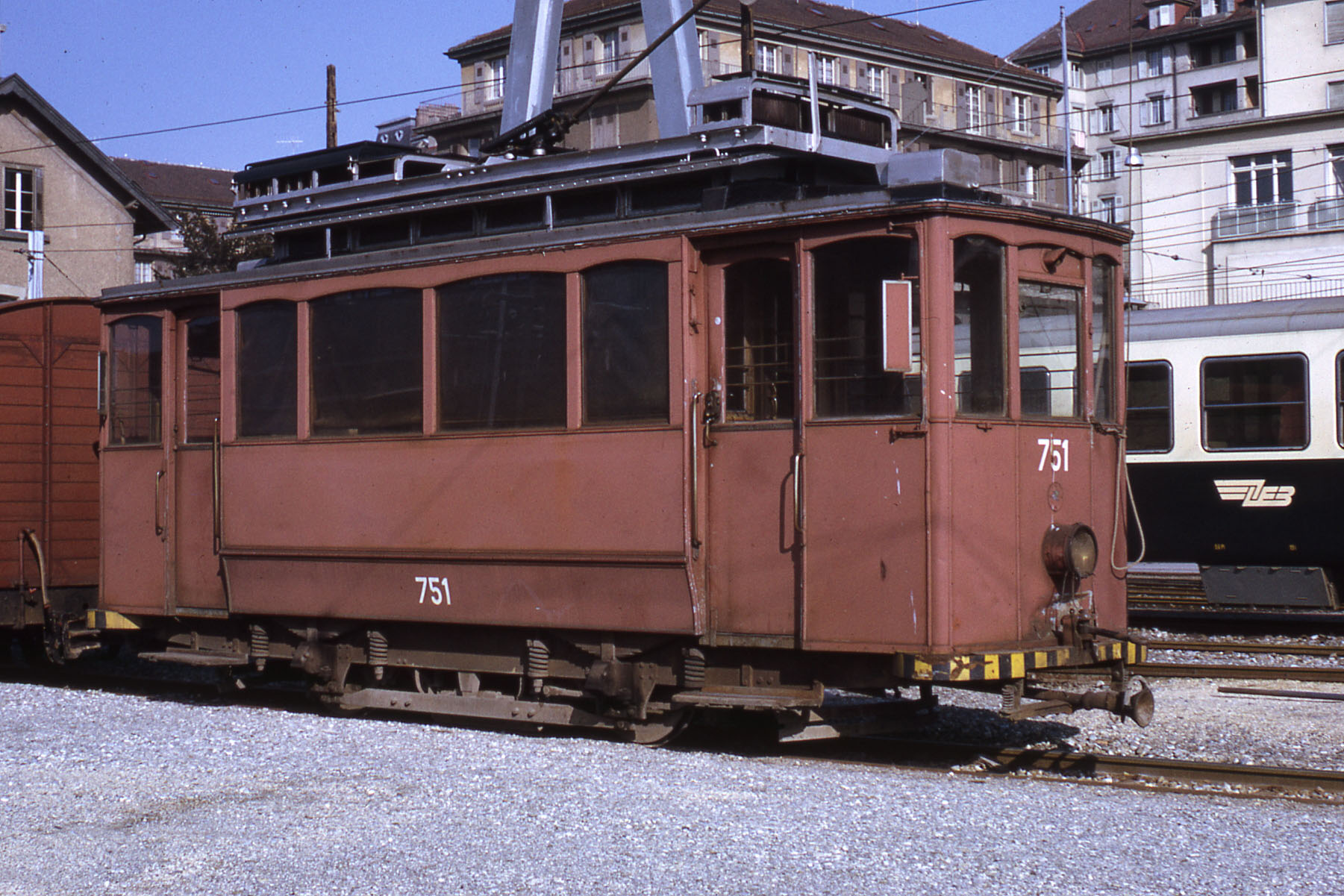
Tracteur Xe 2/2 751 Ex-TL assurant l'acheminement des trains marchandises jusqu'à la gare de Lausanne-Sébeillon à l'ancienne gare de Lausanne-Chauderon en 1968.
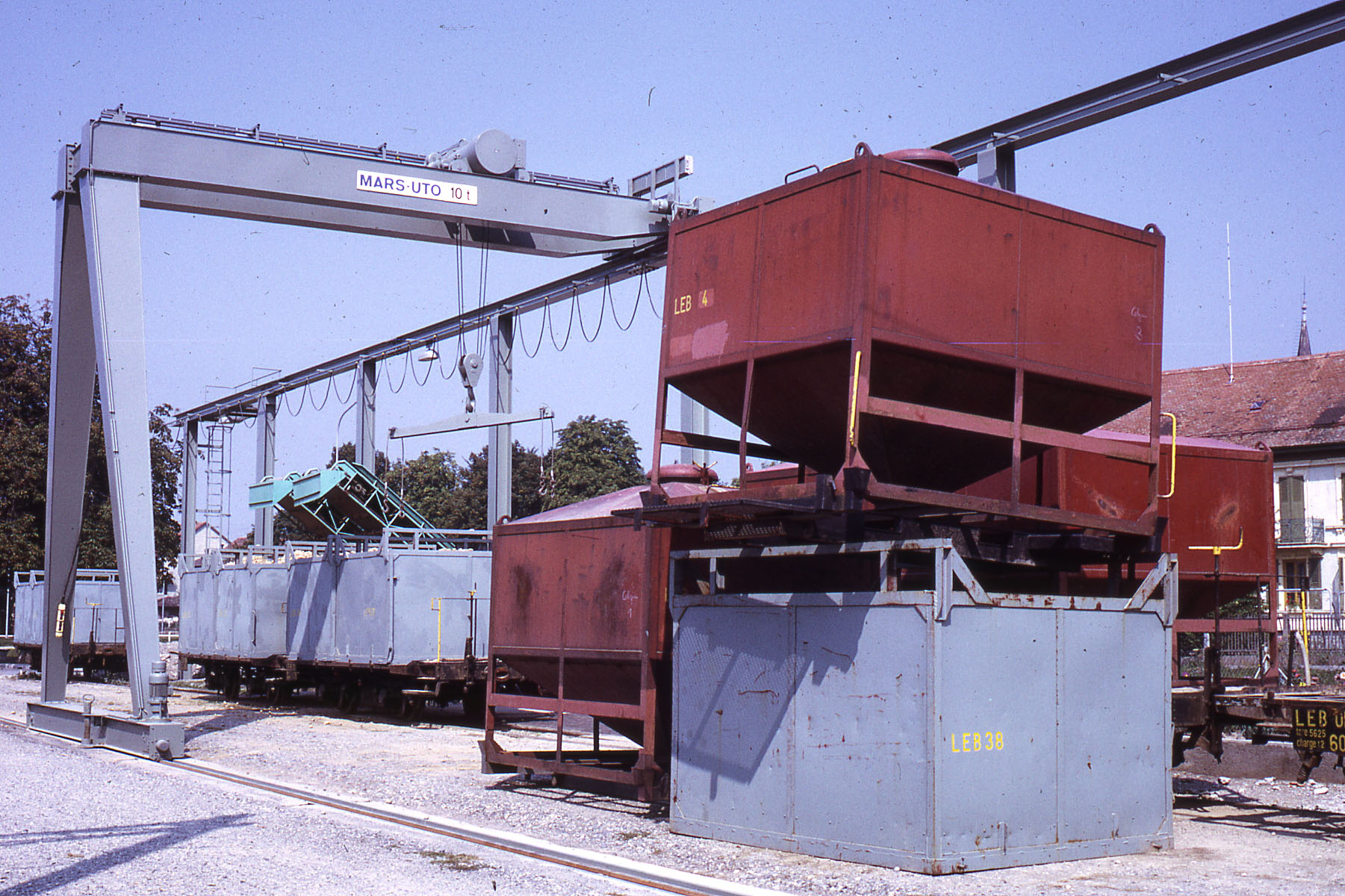
Un des derniers chargements de blé et betteraves au quai marchandises d'Échallens en 1971. Les trémies sont encore chargées sur les camions.